# Italia ai Giochi della XXXII Olimpiade
L'Italia ha partecipato ai Giochi della XXXII Olimpiade che si sono svolti a Tokyo in Giappone dal 23 luglio all'8 agosto 2021. Gli atleti della delegazione erano 384, 197 uomini e 187 donne.
Il Comitato olimpico nazionale italiano ha dichiarato di aver ricompensato gli atleti con €180.000 in caso di medaglia d'oro, €90.000 per l'argento e €60.000 per il bronzo.
L'Italia ha preso parte a tutti gli sport tranne cinque: badminton, hockey su prato, calcio, pallamano e rugby a 7.
L'Italia ha concluso le Olimpiadi di Tokyo 2020 con 10 ori, 10 argenti e 20 bronzi, per un totale di 40 medaglie, raggiungendo il più alto numero di medaglie mai ottenuto durante un’Olimpiade e superando il precedente record di 36 medaglie stabilito a Los Angeles 1932 e Roma 1960, pur terminando al decimo posto nel medagliere (peggior piazzamento dal 1992) per il minor numero di argenti rispetto a Paesi Bassi, Francia e Germania. Per la prima volta nella storia olimpica, l'Italia ha ottenuto almeno una medaglia per ogni giornata. Inoltre, ha conquistato almeno una medaglia in 19 discipline, anch'esso record. Delle dieci medaglie d'oro, cinque sono state conquistate nell'atletica leggera, disciplina in cui l'Italia ha conseguito il secondo posto nel medagliere di questa edizione. La prestazione complessiva, assieme ad altri successi ottenuti principalmente in ambito sportivo da rappresentanti dell'Italia, venne ricompresa dalla stampa nazionale ed internazionale nella locuzione «estate d'oro dell'Italia». Per contro, nessuna medaglia d'oro è stata conquistata nella scherma: non accadeva da Mosca 1980.

## Medagliere
| Riepilogo quotidiano | Riepilogo quotidiano | Riepilogo quotidiano | Riepilogo quotidiano | Riepilogo quotidiano | Riepilogo quotidiano |
| -------------------- | -------------------- | -------------------- | -------------------- | -------------------- | -------------------- |
| Giorno               | Data                 | Oro                  | Argento              | Bronzo               | Totale               |
| 1º                   | 24 luglio            | 1                    | 1                    | 0                    | 2                    |
| 2º                   | 25 luglio            | 0                    | 0                    | 3                    | 3                    |
| 3º                   | 26 luglio            | 0                    | 3                    | 1                    | 4                    |
| 4º                   | 27 luglio            | 0                    | 1                    | 2                    | 3                    |
| 5º                   | 28 luglio            | 0                    | 1                    | 2                    | 3                    |
| 6º                   | 29 luglio            | 1                    | 1                    | 2                    | 4                    |
| 7º                   | 30 luglio            | 0                    | 0                    | 1                    | 1                    |
| 8º                   | 31 luglio            | 0                    | 1                    | 3                    | 4                    |
| 9º                   | 1º agosto            | 2                    | 0                    | 1                    | 3                    |
| 10º                  | 2 agosto             | 0                    | 1                    | 0                    | 1                    |
| 11º                  | 3 agosto             | 1                    | 0                    | 0                    | 1                    |
| 12º                  | 4 agosto             | 1                    | 0                    | 0                    | 1                    |
| 13º                  | 5 agosto             | 1                    | 1                    | 3                    | 5                    |
| 14º                  | 6 agosto             | 3                    | 0                    | 0                    | 3                    |
| 15º                  | 7 agosto             | 0                    | 0                    | 1                    | 1                    |
| 16º                  | 8 agosto             | 0                    | 0                    | 1                    | 1                    |
| Totale               | Totale               | 10                   | 10                   | 20                   | 40                   |

### Per disciplina
| Sport             | Oro | Argento | Bronzo | Totale |
| ----------------- | --- | ------- | ------ | ------ |
| Atletica leggera  | 5   | 0       | 0      | 5      |
| Canottaggio       | 1   | 0       | 2      | 3      |
| Ciclismo          | 1   | 0       | 2      | 3      |
| Karate            | 1   | 0       | 1      | 2      |
| Taekwondo         | 1   | 0       | 0      | 1      |
| Vela              | 1   | 0       | 0      | 1      |
| Scherma           | 0   | 3       | 2      | 5      |
| Nuoto             | 0   | 2       | 5      | 7      |
| Sollevamento pesi | 0   | 1       | 2      | 3      |
| Ginnastica        | 0   | 1       | 1      | 2      |
| Tiro con l'arco   | 0   | 1       | 1      | 2      |
| Canoa/kayak       | 0   | 1       | 0      | 1      |
| Tiro              | 0   | 1       | 0      | 1      |
| Judo              | 0   | 0       | 2      | 2      |
| Pugilato          | 0   | 0       | 1      | 1      |
| Lotta             | 0   | 0       | 1      | 1      |
| Totale            | 10  | 10      | 20     | 40     |

### Medaglie
| Medaglia | Nome                                                                                   | Sport                | Evento                                      |
| -------- | -------------------------------------------------------------------------------------- | -------------------- | ------------------------------------------- |
| Oro      | Vito Dell'Aquila                                                                       | Taekwondo            | 58 kg maschile                              |
| Oro      | Federica Cesarini Valentina Rodini                                                     | Canottaggio          | 2 di coppia pesi leggeri femminile          |
| Oro      | Gianmarco Tamberi                                                                      | Atletica leggera     | Salto in alto maschile                      |
| Oro      | Marcell Jacobs                                                                         | Atletica leggera     | 100 metri piani maschili                    |
| Oro      | Caterina Banti Ruggero Tita                                                            | Vela                 | Nacra 17                                    |
| Oro      | Simone Consonni Filippo Ganna Francesco Lamon Jonathan Milan                           | Ciclismo             | Inseguimento a squadre maschile             |
| Oro      | Massimo Stano                                                                          | Atletica leggera     | Marcia 20 km maschile                       |
| Oro      | Antonella Palmisano                                                                    | Atletica leggera     | Marcia 20 km femminile                      |
| Oro      | Luigi Busà                                                                             | Karate               | Kumite 75 kg maschile                       |
| Oro      | Lorenzo Patta Marcell Jacobs Fausto Desalu Filippo Tortu                               | Atletica leggera     | Staffetta 4×100 metri maschile              |
| Argento  | Luigi Samele                                                                           | Scherma              | Sciabola individuale maschile               |
| Argento  | Alessandro Miressi Lorenzo Zazzeri Manuel Frigo Thomas Ceccon                          | Nuoto                | Staffetta 4x100 metri stile libero maschile |
| Argento  | Diana Bacosi                                                                           | Tiro                 | Skeet femminile                             |
| Argento  | Daniele Garozzo                                                                        | Scherma              | Fioretto individuale maschile               |
| Argento  | Giorgia Bordignon                                                                      | Sollevamento pesi    | 64 kg femminile                             |
| Argento  | Enrico Berrè Luca Curatoli Luigi Samele Aldo Montano                                   | Scherma              | Sciabola a squadre maschile                 |
| Argento  | Gregorio Paltrinieri                                                                   | Nuoto                | 800 metri stile libero maschili             |
| Argento  | Mauro Nespoli                                                                          | Tiro con l’arco      | Individuale maschile                        |
| Argento  | Vanessa Ferrari                                                                        | Ginnastica artistica | Corpo libero femminile                      |
| Argento  | Manfredi Rizza                                                                         | Canoa/kayak          | K1 200 metri maschile                       |
| Bronzo   | Elisa Longo Borghini                                                                   | Ciclismo             | Corsa in linea femminile                    |
| Bronzo   | Odette Giuffrida                                                                       | Judo                 | 52 kg femminile                             |
| Bronzo   | Mirko Zanni                                                                            | Sollevamento pesi    | 67 kg maschile                              |
| Bronzo   | Nicolò Martinenghi                                                                     | Nuoto                | 100 metri rana maschili                     |
| Bronzo   | Maria Centracchio                                                                      | Judo                 | 63 kg femminile                             |
| Bronzo   | Rossella Fiamingo Federica Isola Mara Navarria Alberta Santuccio                       | Scherma              | Spada a squadre femminile                   |
| Bronzo   | Matteo Castaldo Matteo Lodo Marco Di Costanzo Giuseppe Vicino Bruno Rosetti            | Canottaggio          | 4 senza maschile                            |
| Bronzo   | Federico Burdisso                                                                      | Nuoto                | 200 metri farfalla maschili                 |
| Bronzo   | Stefano Oppo Pietro Ruta                                                               | Canottaggio          | 2 di coppia pesi leggeri maschile           |
| Bronzo   | Martina Batini Arianna Errigo Alice Volpi Erica Cipressa                               | Scherma              | Fioretto a squadre femminile                |
| Bronzo   | Lucilla Boari                                                                          | Tiro con l’arco      | Individuale femminile                       |
| Bronzo   | Simona Quadarella                                                                      | Nuoto                | 800 metri stile libero femminili            |
| Bronzo   | Irma Testa                                                                             | Pugilato             | Pesi piuma                                  |
| Bronzo   | Antonino Pizzolato                                                                     | Sollevamento pesi    | 81 kg maschile                              |
| Bronzo   | Thomas Ceccon Nicolò Martinenghi Federico Burdisso Alessandro Miressi                  | Nuoto                | Staffetta 4x100 metri misti maschile        |
| Bronzo   | Gregorio Paltrinieri                                                                   | Nuoto                | Maratona 10 km maschile                     |
| Bronzo   | Elia Viviani                                                                           | Ciclismo             | Omnium maschile                             |
| Bronzo   | Viviana Bottaro                                                                        | Karate               | Kata femminile                              |
| Bronzo   | Abraham Conyedo                                                                        | Lotta                | -97 kg maschile                             |
| Bronzo   | Martina Centofanti Agnese Duranti Alessia Maurelli Daniela Mogurean Martina Santandrea | Ginnastica ritmica   | Concorso a squadre                          |

### Statistiche

#### Medagliati in più edizioni
| Nome                 | Sport           | Evento                           | '04     | '08     | '12     | '16     | '20     |
| -------------------- | --------------- | -------------------------------- | ------- | ------- | ------- | ------- | ------- |
| Diana Bacosi         | Tiro            | Skeet femminile                  | -       | -       | -       | Oro     | Argento |
| Matteo Castaldo      | Canottaggio     | 4 senza maschile                 | -       | -       | -       | Bronzo  | Bronzo  |
| Marco Di Costanzo    | Canottaggio     | 2 senza maschile                 | -       | -       | -       | Bronzo  | -       |
| Marco Di Costanzo    | Canottaggio     | 4 senza maschile                 | -       | -       | -       | -       | Bronzo  |
| Arianna Errigo       | Scherma         | Fioretto a squadre femminile     | ND      | -       | Oro     | ND      | Bronzo  |
| Arianna Errigo       | Scherma         | Fioretto individuale femminile   | -       | -       | Argento | -       | -       |
| Rossella Fiamingo    | Scherma         | Spada individuale femminile      | -       | -       | -       | Argento | -       |
| Rossella Fiamingo    | Scherma         | Spada a squadre femminile        | -       | ND      | -       | -       | Bronzo  |
| Daniele Garozzo      | Scherma         | Fioretto individuale             | -       | -       | -       | Oro     | Argento |
| Odette Giuffrida     | Judo            | 52 kg femminile                  | -       | -       | -       | Argento | Bronzo  |
| Matteo Lodo          | Canottaggio     | 4 senza maschile                 | -       | -       | -       | Bronzo  | Bronzo  |
| Elisa Longo Borghini | Ciclismo        | Corsa in linea femminile         | -       | -       | -       | Bronzo  | Bronzo  |
| Aldo Montano         | Scherma         | Sciabola individuale maschile    | Oro     | -       | -       | -       | -       |
| Aldo Montano         | Scherma         | Sciabola a squadre maschile      | Argento | Bronzo  | Bronzo  | ND      | Argento |
| Mauro Nespoli        | Tiro con l'arco | Individuale maschile             | -       | -       | -       | -       | Argento |
| Mauro Nespoli        | Tiro con l'arco | Squadre maschile                 | -       | Argento | Oro     | -       | -       |
| Gregorio Paltrinieri | Nuoto           | 800 metri stile libero maschili  | ND      | ND      | ND      | ND      | Argento |
| Gregorio Paltrinieri | Nuoto           | 1500 metri stile libero maschili | -       | -       | -       | Oro     | -       |
| Gregorio Paltrinieri | Nuoto           | Maratona 10 km                   | -       | -       | -       | -       | Bronzo  |
| Luigi Samele         | Scherma         | Sciabola individuale maschile    | -       | -       | -       | -       | Argento |
| Luigi Samele         | Scherma         | Sciabola a squadre maschile      | -       | -       | Bronzo  | ND      | Argento |
| Giuseppe Vicino      | Canottaggio     | 4 senza maschile                 | -       | -       | -       | Bronzo  | Bronzo  |
| Elia Viviani         | Ciclismo        | Omnium maschile                  | -       | -       | -       | Oro     | Bronzo  |

#### Medaglie per genere
| Sesso      | Oro | Argento | Bronzo | Totale |
| ---------- | --- | ------- | ------ | ------ |
| Uomini     | 7   | 7       | 10     | 24     |
| Donne      | 2   | 3       | 10     | 15     |
| Gare miste | 1   | 0       | 0      | 1      |

#### Plurimedagliati
| Nome                 | Sport            | Oro | Argento | Bronzo | Totale |
| -------------------- | ---------------- | --- | ------- | ------ | ------ |
| Marcell Jacobs       | Atletica leggera | 2   | 0       | 0      | 2      |
| Luigi Samele         | Scherma          | 0   | 2       | 0      | 2      |
| Thomas Ceccon        | Nuoto            | 0   | 1       | 1      | 2      |
| Alessandro Miressi   | Nuoto            | 0   | 1       | 1      | 2      |
| Gregorio Paltrinieri | Nuoto            | 0   | 1       | 1      | 2      |
| Federico Burdisso    | Nuoto            | 0   | 0       | 2      | 2      |
| Nicolò Martinenghi   | Nuoto            | 0   | 0       | 2      | 2      |

## Delegazione
| Sport                | Uomini | Donne | Totale |
| -------------------- | ------ | ----- | ------ |
| Arrampicata sportiva | 2      | 1     | 3      |
| Atletica leggera     | 41     | 34    | 75     |
| Beach volley         | 4      | 2     | 6      |
| Canoa/Kayak          | 4      | 3     | 7      |
| Canottaggio          | 13     | 10    | 23     |
| Ciclismo             | 15     | 10    | 25     |
| Equitazione          | 2      | 3     | 5      |
| Ginnastica           | 2      | 12    | 14     |
| Golf                 | 2      | 2     | 4      |
| Judo                 | 4      | 4     | 8      |
| Karate               | 3      | 2     | 5      |
| Lotta                | 2      | 0     | 2      |
| Nuoto                | 23     | 16    | 39     |
| Nuoto artistico      | 0      | 8     | 8      |
| Pallacanestro        | 12     | 4     | 16     |
| Pallanuoto           | 12     | 0     | 12     |
| Pallavolo            | 12     | 12    | 24     |
| Pentathlon moderno   | 0      | 2     | 2      |
| Pugilato             | 0      | 4     | 4      |
| Scherma              | 9      | 9     | 18     |
| Skateboard           | 2      | 1     | 3      |
| Softball             | 0      | 15    | 15     |
| Sollevamento pesi    | 3      | 2     | 5      |
| Surf                 | 1      | 0     | 1      |
| Taekwondo            | 2      | 0     | 2      |
| Tennis               | 3      | 3     | 6      |
| Tennistavolo         | 0      | 1     | 1      |
| Tiro                 | 9      | 5     | 14     |
| Tiro con l'arco      | 1      | 3     | 4      |
| Triathlon            | 2      | 3     | 5      |
| Tuffi                | 2      | 4     | 6      |
| Vela                 | 4      | 5     | 9      |
| Totale               | 192    | 179   | 371    |

## Record

### Record storici

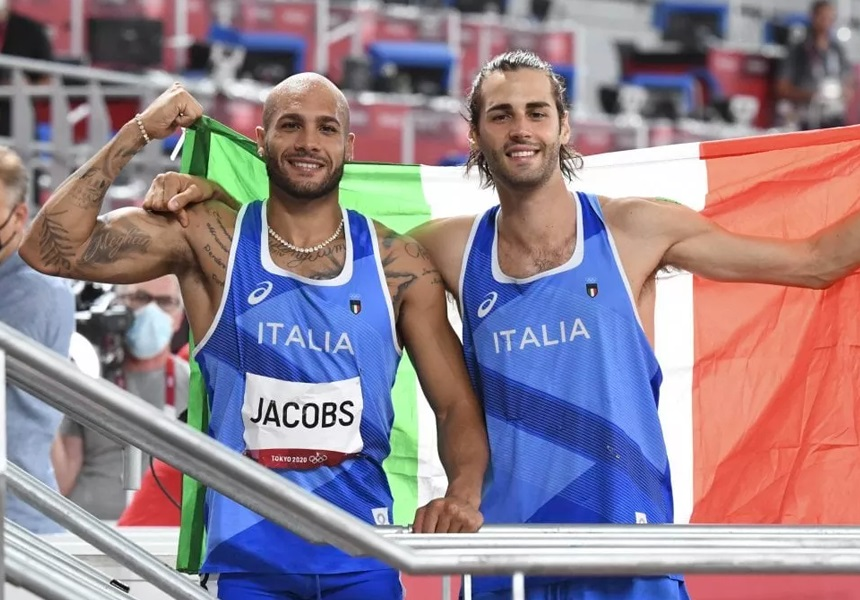
Da sinistra: il velocista Marcell Jacobs e l'altista Gianmarco Tamberi, rispettivamente medaglia d'oro nei 100 metri piani e nel salto in alto nella giornata del 1º agosto 2021.

- Il 28 luglio, Federica Pellegrini è diventata la nuotatrice con più finali olimpiche consecutive nella stessa prova, eguagliando il record di Michael Phelps (5).[7]
- Il 30 luglio, Lucilla Boari è diventata la prima donna italiana a vincere una medaglia olimpica nel tiro con l'arco, concludendo con un bronzo nell'individuale femminile.[8]
- Il 31 luglio, Irma Testa è diventata la prima donna italiana a vincere una medaglia olimpica nel pugilato, salendo sul terzo gradino del podio nei pesi piuma femminile.[9]
- Il 1º agosto, Marcell Jacobs ha scritto la storia dell'atletica leggera italiana vincendo l'oro nei 100 metri piani maschili, con un tempo di 9"80 (primato europeo), segnando un nuovo record nazionale dopo 121 anni dalla prima partecipazione della squadra italiana in questa disciplina. Jacobs peraltro è diventato il primo italiano a qualificarsi alla finale olimpica di questo evento.[10]
- Il 1º agosto, Thomas Ceccon, Nicolò Martinenghi, Federico Burdisso e Alessandro Miressi sono saliti sul podio della staffetta 4x100 misti maschile vincendo un bronzo, prima medaglia olimpica per la delegazione italiana del nuoto in questo evento. Inoltre, il 26 luglio, Ceccon e Miressi, insieme a Lorenzo Zazzeri e Manuel Frigo, hanno portato a casa la prima medaglia olimpica italiana nella staffetta 4x100 metri stile libero, concludendo al 2º posto.[11][12]
- Il 1º agosto, l'altista Gianmarco Tamberi è divenuto il primo italiano a salire sul podio del salto in alto maschile, vincendo una storica medaglia d'oro condivisa con il qatariota Mutaz Essa Barshim. Tamberi è il secondo atleta italiano a vincere una medaglia olimpica nel salto in alto dopo Sara Simeoni (oro a Mosca 1980, argento a Montréal 1976 e a Los Angeles 1984). Inoltre, la scelta dei due atleti di condividere la medaglia ha rappresentato uno dei momenti più significativi della storia delle Olimpiadi, vedendo due atleti di nazionalità differenti optare per la condivisione di una medaglia d'oro.[13][14][15]
- Il 2 agosto, la ginnasta Vanessa Ferrari ha conquistato l'argento al corpo libero femminile, prima medaglia olimpica per la ginnastica femminile italiana dopo 93 anni, quando la squadra italiana vinse l'argento al concorso a squadre femminile di Amsterdam 1928. È, inoltre, la prima medaglia individuale per la ginnastica italiana femminile.[16]
- Il 3 agosto, Ruggero Tita e Caterina Banti laureandosi campioni olimpici nella vela, specialità Nacra 17, conquistano la prima medaglia d'oro nella storia italiana in una disciplina mista.
- Il 6 agosto, la nazionale italiana ha raggiunto e sorpassato il suo record assoluto del numero di medaglie vinte alle Olimpiadi, precedentemente registrato a Los Angeles 1932 e a Roma 1960 con un monte di 36 medaglie. Le Olimpiadi di Tokyo 2020 si sono concluse con 40 medaglie vinte per la nazionale italiana (10 ori, 10 argenti e 20 bronzi) riuscendo, inoltre, per la prima volta a vincere almeno una medaglia per ogni giornata di eventi.[17]
- Dopo non aver vinto neanche una medaglia a Rio de Janeiro 2016, l'Italia ha raggiunto la sua miglior prestazione olimpica nell'atletica leggera, vincendo 5 medaglie d'oro (Tamberi nel salto in alto maschile, Jacobs nei 100 metri piani maschili, Massimo Stano e Antonella Palmisano nella marcia 20 km rispettivamente maschile e femminile e nella staffetta 4x100 metri maschile) e posizionandosi seconda nel medagliere, dietro solo agli Stati Uniti.[18]

### Record negativi
- Per la prima volta dopo nove edizioni olimpiche, per un totale di 41 anni, la nazionale di scherma non è riuscita a vincere nemmeno una medaglia d'oro, terminando con 2 argenti e 3 bronzi.[19]
- Per la prima volta dopo quattro edizioni, gli atleti italiani del tiro non sono riusciti a vincere nemmeno una medaglia d'oro, concludendo con un solo argento di Diana Bacosi.[20]
- Per la prima volta dai Olimpiadi del 1932 l'Italia non è riuscita ad accedere almeno alle semifinali in nessuno sport di squadra.[21]

## Risultati

### Arrampicata sportiva
| Atleta             | Evento         | Qualificazione | Qualificazione | Qualificazione | Qualificazione | Qualificazione | Qualificazione | Qualificazione | Qualificazione | Finale          | Finale          | Finale          | Finale          | Finale          | Finale          | Finale          | Finale          |
| Atleta             | Evento         | Speed          | Speed          | Lead           | Lead           | Bouldering     | Bouldering     | Totale         | Totale         | Speed           | Speed           | Lead            | Lead            | Bouldering      | Bouldering      | Totale          | Totale          |
| Atleta             | Evento         | Tempo          | Pos.           | Punti          | Pos.           | Punti          | Pos.           | Punti          | Pos.           | Tempo           | Pos.            | Punti           | Pos.            | Punti           | Pos.            | Punti           | Pos.            |
| ------------------ | -------------- | -------------- | -------------- | -------------- | -------------- | -------------- | -------------- | -------------- | -------------- | --------------- | --------------- | --------------- | --------------- | --------------- | --------------- | --------------- | --------------- |
| Ludovico Fossali   | Gara maschile  | 6"71           | 13º            | 25 / 2:48      | 18º            | 0T0z 0 0       | 19º            | 4563.00        | 19º            | non qualificato | non qualificato | non qualificato | non qualificato | non qualificato | non qualificato | non qualificato | non qualificato |
| Michael Piccolruaz | Gara maschile  | 6"33           | 8º             | 28+ / 2:33     | 12º            | 1T2z 5 7       | 13º            | 1248.00        | 15º            | non qualificato | non qualificato | non qualificato | non qualificato | non qualificato | non qualificato | non qualificato | non qualificato |
| Laura Rogora       | Gara femminile | 10"50          | 19ª            | 25             | 10ª            | 1T4z 1 5       | 7ª             | 1330.00        | 15ª            | non qualificata | non qualificata | non qualificata | non qualificata | non qualificata | non qualificata | non qualificata | non qualificata |

### Atletica leggera
| Q | Qualificato al turno successivo per la posizione in qualificazione                                                           |
| q | Qualificato per il turno successivo per ripescaggio o, negli eventi su campo, conquistando la misura minima per qualificarsi |

Maschile
Eventi su pista e strada
| Atleta                                                     | Evento             | Batteria  | Batteria  | Semifinale      | Semifinale      | Finale          | Finale          |
| Atleta                                                     | Evento             | Risultato | Posizione | Risultato       | Posizione       | Risultato       | Posizione       |
| ---------------------------------------------------------- | ------------------ | --------- | --------- | --------------- | --------------- | --------------- | --------------- |
| Marcell Jacobs                                             | 100 m piani        | 9"94      | 2º Q      | 9"84            | 3º q            | 9"80            | Oro             |
| Filippo Tortu                                              | 100 m piani        | 10"10     | 18º q     | 10"16           | 19º             | non qualificato | non qualificato |
| Fausto Desalu                                              | 200 m piani        | 20"29     | 4º Q      | 20"43           | 16º             | non qualificato | non qualificato |
| Antonio Infantino                                          | 200 m piani        | 20"90     | 34º       | non qualificato | non qualificato | non qualificato | non qualificato |
| Davide Re                                                  | 400 m piani        | 45"46     | 19º q     | 44"94           | 10º             | non qualificato | non qualificato |
| Edoardo Scotti                                             | 400 m piani        | 45"71     | 27º       | non qualificato | non qualificato | non qualificato | non qualificato |
| Ahmed Abdelwahed                                           | 3000 m siepi       | 8'12"71   | 6º Q      | N.D.            | N.D.            | 8'24"34         | 14º             |
| Ala Zoghlami                                               | 3000 m siepi       | 8'14"06   | 8º q      | N.D.            | N.D.            | 8'18"50         | 9º              |
| Osama Zoghlami                                             | 3000 m siepi       | 8'19"51   | 17º       | N.D.            | N.D.            | non qualificato | non qualificato |
| Yemaneberhan Crippa                                        | 5000 m piani       | 13'47"12  | 29º       | N.D.            | N.D.            | non qualificato | non qualificato |
| Yemaneberhan Crippa                                        | 10000 m piani      | N.D.      | N.D.      | N.D.            | N.D.            | 27'54"05        | 11º             |
| Paolo Dal Molin                                            | 110 metri ostacoli | 13"44     | 12º Q     | 13"40           | 12º             | non qualificato | non qualificato |
| Hassane Fofana                                             | 110 metri ostacoli | 13"70     | 32º       | non qualificato | non qualificato | non qualificato | non qualificato |
| Alessandro Sibilio                                         | 400 metri ostacoli | 49"11     | 13º Q     | 47"93           | 6º q            | 48"77           | 8º              |
| Francesco Fortunato                                        | Marcia 20 km       | N.D.      | N.D.      | N.D.            | N.D.            | 1h23'43"        | 15º             |
| Massimo Stano                                              | Marcia 20 km       | N.D.      | N.D.      | N.D.            | N.D.            | 1h21'05"        | Oro             |
| Federico Tontodonati                                       | Marcia 20 km       | N.D.      | N.D.      | N.D.            | N.D.            | 1h31'19"        | 44º             |
| Andrea Agrusti                                             | Marcia 50 km       | N.D.      | N.D.      | N.D.            | N.D.            | 4h01'10"        | 23º             |
| Teodorico Caporaso                                         | Marcia 50 km       | N.D.      | N.D.      | N.D.            | N.D.            | dnf             | –               |
| Marco De Luca                                              | Marcia 50 km       | N.D.      | N.D.      | N.D.            | N.D.            | dnf             | –               |
| Yassine El Fathaoui                                        | Maratona           | N.D.      | N.D.      | N.D.            | N.D.            | 2h19'44"        | 47º             |
| Eyob Faniel                                                | Maratona           | N.D.      | N.D.      | N.D.            | N.D.            | 2h15'11"        | 20º             |
| Yassine Rachik                                             | Maratona           | N.D.      | N.D.      | N.D.            | N.D.            | dnf             | –               |
| Lorenzo Patta Marcell Jacobs Fausto Desalu Filippo Tortu   | Staffetta 4×100 m  | 37"95     | 4º Q      | N.D.            | N.D.            | 37"50           | Oro             |
| Alessandro Sibilio Vladimir Aceti Edoardo Scotti Davide Re | Staffetta 4×400 m  | 2'58"91   | 5º q      | N.D.            | N.D.            | 2'58"81         | 7º              |

Eventi su campo
| Atleta            | Evento           | Qualifica | Qualifica | Finale          | Finale          |
| Atleta            | Evento           | Misura    | Posizione | Misura          | Posizione       |
| ----------------- | ---------------- | --------- | --------- | --------------- | --------------- |
| Tobia Bocchi      | Salto triplo     | 16,78 m   | 13º       | non qualificato | non qualificato |
| Andrea Dallavalle | Salto triplo     | 16,99 m   | 7º q      | 16,85 m         | 9º              |
| Emmanuel Ihemeje  | Salto triplo     | 16,88 m   | 9º q      | 16,52 m         | 11º             |
| Filippo Randazzo  | Salto in lungo   | 8,10 m    | 6º q      | 7,99 m          | 8º              |
| Stefano Sottile   | Salto in alto    | 2,17 m    | 26º       | non qualificato | non qualificato |
| Gianmarco Tamberi | Salto in alto    | 2,28 m    | 9º q      | 2,37 m          | Oro             |
| Claudio Stecchi   | Salto con l'asta | nm        | –         | non qualificato | non qualificato |
| Giovanni Faloci   | Lancio del disco | 57,33 m   | 29º       | non qualificato | non qualificato |
| Leonardo Fabbri   | Getto del peso   | 20,80 m   | 14º       | non qualificato | non qualificato |
| Nick Ponzio       | Getto del peso   | 20,28 m   | 19º       | non qualificato | non qualificato |
| Zane Weir         | Getto del peso   | 21,25 m   | 5º Q      | 21,41 m         | 5º              |

Femminile
Eventi su pista e strada
| Atleta                                                               | Evento             | Batteria  | Batteria  | Semifinale      | Semifinale      | Finale          | Finale          |
| Atleta                                                               | Evento             | Risultato | Posizione | Risultato       | Posizione       | Risultato       | Posizione       |
| -------------------------------------------------------------------- | ------------------ | --------- | --------- | --------------- | --------------- | --------------- | --------------- |
| Vittoria Fontana                                                     | 100 metri piani    | 11"53     | 43ª       | non qualificata | non qualificata | non qualificata | non qualificata |
| Anna Bongiorni                                                       | 100 metri piani    | 11"35     | 30ª Q     | 11"38           | 23ª             | non qualificata | non qualificata |
| Gloria Hooper                                                        | 200 m piani        | 23"16     | 22ª q     | 23"28           | 21ª             | non qualificata | non qualificata |
| Dalia Kaddari                                                        | 200 m piani        | 23"26     | 28ª Q     | 23"41           | 24ª             | non qualificata | non qualificata |
| Elena Bellò                                                          | 800 metri piani    | 2'01"07   | 14ª q     | 2'02"35         | 22ª             | non qualificata | non qualificata |
| Federica Del Buono                                                   | 1500 m piani       | 4'07"70   | 29ª       | non qualificata | non qualificata | non qualificata | non qualificata |
| Gaia Sabbatini                                                       | 1500 m piani       | 4'05"41   | 20ª Q     | 4'02"25         | 14ª             | non qualificata | non qualificata |
| Nadia Battocletti                                                    | 5000 metri piani   | 14'55"83  | 11ª Q     | N.D.            | N.D.            | 14'46"29        | 7ª              |
| Luminosa Bogliolo                                                    | 100 metri ostacoli | 12"93     | 16ª Q     | 12"75           | 13ª             | non qualificata | non qualificata |
| Elisa Di Lazzaro                                                     | 100 metri ostacoli | 13"08     | 27ª       | non qualificata | non qualificata | non qualificata | non qualificata |
| Eleonora Marchiando                                                  | 400 m ostacoli     | 56"82     | 30ª       | non qualificata | non qualificata | non qualificata | non qualificata |
| Linda Olivieri                                                       | 400 m ostacoli     | 55"54     | 17ª Q     | 57"03           | 19ª             | non qualificata | non qualificata |
| Yadisleidy Pedroso                                                   | 400 m ostacoli     | 55"57     | 19ª q     | 55"80           | 16ª             | non qualificata | non qualificata |
| Eleonora Giorgi                                                      | Marcia 20 km       | N.D.      | N.D.      | N.D.            | N.D.            | 1h46'36"        | 52ª             |
| Antonella Palmisano                                                  | Marcia 20 km       | N.D.      | N.D.      | N.D.            | N.D.            | 1h29'12"        | Oro             |
| Valentina Trapletti                                                  | Marcia 20 km       | N.D.      | N.D.      | N.D.            | N.D.            | 1h33'12"        | 18ª             |
| Giovanna Epis                                                        | Maratona           | N.D.      | N.D.      | N.D.            | N.D.            | 2h35'09"        | 32ª             |
| Irene Siragusa Gloria Hooper Anna Bongiorni Vittoria Fontana         | Staffetta 4×100 m  | 42"84     | 9ª        | N.D.            | N.D.            | non qualificata | non qualificata |
| Maria Benedicta Chigbolu Alice Mangione Petra Nardelli Rebecca Borga | Staffetta 4×400 m  | 3'27"74   | 13ª       | N.D.            | N.D.            | non qualificata | non qualificata |

Eventi su campo
| Atleta             | Evento              | Qualifica | Qualifica | Finale          | Finale          |
| Atleta             | Evento              | Misura    | Posizione | Misura          | Posizione       |
| ------------------ | ------------------- | --------- | --------- | --------------- | --------------- |
| Dariya Derkach     | Salto triplo        | 13,90 m   | 21ª       | non qualificata | non qualificata |
| Alessia Trost      | Salto in alto       | 1,90 m    | 20ª       | non qualificata | non qualificata |
| Elena Vallortigara | Salto in alto       | 1,93 m    | 16ª       | non qualificata | non qualificata |
| Roberta Bruni      | Salto con l'asta    | 4,25 m    | 24ª       | non qualificata | non qualificata |
| Elisa Molinarolo   | Salto con l'asta    | 4,40 m    | 18ª       | non qualificata | non qualificata |
| Sara Fantini       | Lancio del martello | 71,68 m   | 12ª q     | 69,10 m         | 12ª             |
| Daisy Osakue       | Lancio del disco    | 63,66 m   | 5ª q      | 59,97 m         | 12ª             |

Misti
Eventi su pista e strada
| Atleta                                                     | Evento                  | Batteria  | Batteria  | Semifinale | Semifinale | Finale          | Finale          |
| Atleta                                                     | Evento                  | Risultato | Posizione | Risultato  | Posizione  | Risultato       | Posizione       |
| ---------------------------------------------------------- | ----------------------- | --------- | --------- | ---------- | ---------- | --------------- | --------------- |
| Edoardo Scotti Alice Mangione Rebecca Borga Vladimir Aceti | Staffetta 4×400 m mista | 3'13"51   | 11º       | N.D.       | N.D.       | non qualificati | non qualificati |

### Beach volley
Maschile
Vedi anche Beach volley ai Giochi della XXXII Olimpiade - Torneo maschile
|  | Naz.              | Ruolo | Sportivo         | Anno | Alt.   |  |  |  |
|  | ----------------- | ----- | ---------------- | ---- | ------ |  |  |  |
|  | Italia (bandiera) |       | Adrian Carambula | 1988 | 1,83 m |  |  |  |
|  | Italia (bandiera) |       | Enrico Rossi     | 1993 | 1,95 m |  |  |  |

Preliminari - Gruppo C
| 25 luglio 2021 | Gibb - Bourne | 2 – 0 | Carambula - Rossi |  |

| 28 luglio 2021 | Cherif - Ahmed | 2 – 0 | Carambula - Rossi |  |

| 30 luglio 2021 | Carambula - Rossi | 1 – 2 | Heidrich - Gerson |  |

| Piazzamento girone | Risultato       |
| ------------------ | --------------- |
| 4º                 | non qualificati |

|  | Naz.              | Ruolo | Sportivo      | Anno | Alt.   |  |  |  |
|  | ----------------- | ----- | ------------- | ---- | ------ |  |  |  |
|  | Italia (bandiera) |       | Daniele Lupo  | 1991 | 1,84 m |  |  |  |
|  | Italia (bandiera) |       | Paolo Nicolai | 1988 | 2,03 m |  |  |  |

Preliminari - Gruppo F
| 25 luglio 2021 | Thole - Wickler | 1 – 2 | Nicolai - Lupo |  |

| 27 luglio 2021 | Ishijima - Shiratori | 0 – 2 | Nicolai - Lupo |  |

| 30 luglio 2021 | Nicolai - Lupo | 2 – 1 | Kantor - Losiak |  |

| Piazzamento girone | Risultato |
| ------------------ | --------- |
| 1º                 | Q         |

Ottavi di finale
| 2 agosto 2021 | Fijałek - Bryl | 0 – 2 | Nicolai - Lupo |  |

Quarti di finale
| 4 agosto 2021 | Cherif - Ahmed | 2 – 0 | Nicolai - Lupo |  |

| Posizione Finale |
| ---------------- |
| 5°               |

Femminile
Vedi anche Beach volley ai Giochi della XXXII Olimpiade - Torneo femminile
|  | Naz.              | Ruolo | Sportivo           | Anno | Alt.   |  |  |  |
|  | ----------------- | ----- | ------------------ | ---- | ------ |  |  |  |
|  | Italia (bandiera) |       | Marta Menegatti    | 1990 | 1,80 m |  |  |  |
|  | Italia (bandiera) |       | Viktoria Orsi Toth | 1990 | 1,85 m |  |  |  |

Preliminari - Gruppo E
| 25 luglio 2021 | Makroguzova - Kholomina | 2 – 0 | Menegatti - Orsi Toth |  |

| 28 luglio 2021 | Artacho del Solar - Clancy | 2 – 0 | Menegatti - Orsi Toth |  |

| 30 luglio 2021 | Menegatti - Orsi Toth | 0 – 2 | Lidy - Lella |  |

| Piazzamento girone | Risultato       |
| ------------------ | --------------- |
| 4º                 | non qualificate |

### Canoa/Kayak

#### Velocità
| FA | Qualificato in finale A (per le medaglie)                       |
| FB | Qualificato in finale B (non per le medaglie)                   |
| Q  | Qualificato al turno successivo per posizione in qualificazione |
| q  | Qualificato al turno successivo per ripescaggio                 |

Maschile
| Atleta                     | Evento     | Batteria | Batteria   | Quarti di finale | Quarti di finale | Semifinale | Semifinale | Finale   | Finale     |
| Atleta                     | Evento     | Tempo    | Classifica | Tempo            | Classifica       | Tempo      | Classifica | Tempo    | Classifica |
| -------------------------- | ---------- | -------- | ---------- | ---------------- | ---------------- | ---------- | ---------- | -------- | ---------- |
| Manfredi Rizza             | K-1 200 m  | 34"867   | 1º Q       | Bye              | Bye              | 35"171     | 2º FA      | 35"080   | Argento    |
| Samuele Burgo              | K-1 1000 m | 3'43"746 | 3º q       | 3'45"993         | 2º Q             | 3'25"673   | 5º FB      | 3'26"169 | 9º         |
| Luca Beccaro Samuele Burgo | K-2 1000 m | 3'28"047 | 4º q       | 3'12"667         | 3º Q             | 3'20"591   | 5º FB      | 3'22"408 | 11º        |

Femminile
| Atleta          | Evento    | Batteria | Batteria   | Quarti di finale | Quarti di finale | Semifinale      | Semifinale      | Finale          | Finale          |
| Atleta          | Evento    | Tempo    | Classifica | Tempo            | Classifica       | Tempo           | Classifica      | Tempo           | Classifica      |
| --------------- | --------- | -------- | ---------- | ---------------- | ---------------- | --------------- | --------------- | --------------- | --------------- |
| Francesca Genzo | K-1 200 m | 42"198   | 2ª Q       | Bye              | Bye              | 40"000          | 4ª FA           | 40"184          | 7ª              |
| Francesca Genzo | K-1 500 m | 1'59"712 | 6ª q       | 2'01"744         | 5ª               | non qualificata | non qualificata | non qualificata | non qualificata |

#### Slalom
Maschile
| Atleta              | Evento | Qualificazioni | Qualificazioni | Qualificazioni | Qualificazioni | Qualificazioni | Qualificazioni | Semifinali | Semifinali | Semifinali | Finale          | Finale          | Finale          |
| Atleta              | Evento | 1ª manche      | Pos.           | 2ª manche      | Pos.           | Migliore       | Posizione      | Penalità   | Tempo      | Posizione  | Penalità        | Tempo           | Posizione       |
| ------------------- | ------ | -------------- | -------------- | -------------- | -------------- | -------------- | -------------- | ---------- | ---------- | ---------- | --------------- | --------------- | --------------- |
| Giovanni De Gennaro | K-1    | 1'30"92        | 1º             | 1'30"65        | 2º             | 1'30"65        | 2º Q           | 4"         | 1'35"23    | 14º        | non qualificato | non qualificato | non qualificato |

Femminile
| Atleta            | Evento | Qualificazioni | Qualificazioni | Qualificazioni | Qualificazioni | Qualificazioni | Qualificazioni | Semifinali | Semifinali | Semifinali | Finale          | Finale          | Finale          |
| Atleta            | Evento | 1ª manche      | Pos.           | 2ª manche      | Pos.           | Migliore       | Posizione      | Penalità   | Tempo      | Posizione  | Penalità        | Tempo           | Posizione       |
| ----------------- | ------ | -------------- | -------------- | -------------- | -------------- | -------------- | -------------- | ---------- | ---------- | ---------- | --------------- | --------------- | --------------- |
| Marta Bertoncelli | C-1    | 2'01"83        | 13ª            | 1'53"91        | 6ª             | 1'53"91        | 10ª Q          | 2          | 2'25"71    | 15ª        | non qualificata | non qualificata | non qualificata |
| Stefanie Horn     | K-1    | 1'49"82        | 9ª             | 1'44"79        | 4ª             | 1'44"79        | 4ª Q           | 0"         | 1'48"52    | 4ª Q       | 2"              | 1'44"93         | 4ª              |

### Canottaggio
| FA   | Qualificato in finale A (per le medaglie)     |
| FB   | Qualificato in finale B (non per le medaglie) |
| FC   | Qualificato in finale C (non per le medaglie) |
| FD   | Qualificato in finale D (non per le medaglie) |
| FE   | Qualificato in finale E (non per le medaglie) |
| FF   | Qualificato in finale F (non per le medaglie) |
| SA/B | Semifinali A/B                                |
| SC/D | Semifinali C/D                                |
| SE/F | Semifinali E/F                                |
| QF   | Qualificato ai quarti di finale               |
| R    | Ripescaggio                                   |

Maschile
Vincenzo Abbagnale e Luca Chiumento sono presenti come riserve.
| Atleta                                                                      | Evento                   | Batteria | Batteria  | Quarti di finale | Quarti di finale | Semifinali | Semifinali | Finale  | Finale    |
| Atleta                                                                      | Evento                   | Tempo    | Posizione | Tempo            | Posizione        | Tempo      | Posizione  | Tempo   | Posizione |
| --------------------------------------------------------------------------- | ------------------------ | -------- | --------- | ---------------- | ---------------- | ---------- | ---------- | ------- | --------- |
| Gennaro Di Mauro                                                            | Singolo                  | 7'06"87  | 2º QF     | 7'26"25          | 3º SA/B          | 6'50"09    | 4º FB      | 6'47"38 | 8º        |
| Giovanni Abagnale Marco Di Costanzo Vincenzo Abbagnale                      | 2 senza                  | 6'48"74  | 2º SA/B   | N.D.             | N.D.             | 6'20"29    | 5º FB      | 6'31"43 | 11º       |
| Stefano Oppo Pietro Ruta                                                    | 2 di coppia pesi leggeri | 6'24"25  | 2º SA/B   | N.D.             | N.D.             | 6'07"70    | 2º FA      | 6'14"30 | Bronzo    |
| Matteo Castaldo Matteo Lodo Bruno Rosetti Marco Di Costanzo Giuseppe Vicino | 4 senza                  | 5'57"67  | 2º FA     | N.D.             | N.D.             | N.D.       | N.D.       | 5'43"60 | Bronzo    |
| Giacomo Gentili Andrea Panizza Luca Rambaldi Simone Venier                  | 4 di coppia              | 5'39"28  | 2º FA     | N.D.             | N.D.             | N.D.       | N.D.       | 5'37"29 | 5º        |

Femminile
Clara Guerra è presente come riserva.
| Atleta                                                             | Evento                   | Batteria | Batteria  | Ripescaggio | Ripescaggio | Semifinali | Semifinali | Finale  | Finale    |
| Atleta                                                             | Evento                   | Tempo    | Posizione | Tempo       | Posizione   | Tempo      | Posizione  | Tempo   | Posizione |
| ------------------------------------------------------------------ | ------------------------ | -------- | --------- | ----------- | ----------- | ---------- | ---------- | ------- | --------- |
| Aisha Rocek Kiri Tontodonati                                       | 2 senza                  | 7'22"79  | 3ª SA/B   | N.D.        | N.D.        | 7'04"52    | 6ª FB      | 7'04"46 | 12ª       |
| Federica Cesarini Valentina Rodini                                 | 2 di coppia pesi leggeri | 7'04"66  | 2ª SA/B   | N.D.        | N.D.        | 6'41"36    | 1ª FA      | 6'47"54 | Oro       |
| Chiara Ondoli Alessandra Patelli                                   | 2 di coppia              | 6'59"58  | 3ª SA/B   | N.D.        | N.D.        | 7'18"25    | 4ª FB      | 6'58"88 | 9ª        |
| Stefania Gobbi Valentina Iseppi Veronica Lisi Alessandra Montesano | 4 di coppia              | 6'20"45  | 3ª R      | 6'37"44     | 2ª FA       | N.D.       | N.D.       | 6'13"33 | 4ª        |

### Ciclismo

#### Ciclismo su strada
Maschile
| Atleta          | Evento         | Tempo    | Posizione |
| --------------- | -------------- | -------- | --------- |
| Alberto Bettiol | Corsa in linea | 6h09'04" | 14º       |
| Alberto Bettiol | Cronometro     | 57'38"06 | 11º       |
| Damiano Caruso  | Corsa in linea | 6h11'46" | 24º       |
| Giulio Ciccone  | Corsa in linea | 6h16'53" | 60º       |
| Filippo Ganna   | Cronometro     | 56'09"93 | 5º        |
| Gianni Moscon   | Corsa in linea | 6h09'08" | 20º       |
| Vincenzo Nibali | Corsa in linea | 6h16'53" | 53º       |

Femminile
| Atleta               | Evento         | Tempo    | Posizione |
| -------------------- | -------------- | -------- | --------- |
| Marta Bastianelli    | Corsa in linea | 4h02'16" | 44ª       |
| Marta Cavalli        | Corsa in linea | 3h54'31" | 8ª        |
| Elisa Longo Borghini | Corsa in linea | 3h54'14" | Bronzo    |
| Elisa Longo Borghini | Cronometro     | 33'00"89 | 10ª       |
| Soraya Paladin       | Corsa in linea | 4h08'40" | 48ª       |

#### Ciclismo su pista
Maschile
| Atleti                                                       | Evento                 | Qualificazione | Qualificazione | Semifinale          | Semifinale | Finale              | Finale |
| Atleti                                                       | Evento                 | Tempo          | Pos.           | Avversari Risultato | Pos.       | Avversari Risultato | Pos.   |
| ------------------------------------------------------------ | ---------------------- | -------------- | -------------- | ------------------- | ---------- | ------------------- | ------ |
| Simone Consonni Filippo Ganna Francesco Lamon Jonathan Milan | Inseguimento a squadre | 3'45"895       | 2º Q           | NZL V 3'42"307      | 1/2º       | DEN V 3'42"032      | Oro    |

| Atleta       | Evento | Scratch race | Scratch race | Corsa a tempo | Corsa a tempo | Corsa a eliminazione | Corsa a eliminazione | Corsa a punti | Corsa a punti | Punti totali | Classifica |
| Atleta       | Evento | Posizione    | Punti        | Posizione     | Punti         | Posizione            | Punti                | Posizione     | Punti         | Punti totali | Classifica |
| ------------ | ------ | ------------ | ------------ | ------------- | ------------- | -------------------- | -------------------- | ------------- | ------------- | ------------ | ---------- |
| Elia Viviani | Omnium | 13º          | 16           | 8º            | 26            | 1º                   | 40                   | 3º            | 42            | 124          | Bronzo     |

| Atleta                       | Evento    | Punti | Giri | Posizione |
| ---------------------------- | --------- | ----- | ---- | --------- |
| Simone Consonni Elia Viviani | Americana | -9    | -1   | 10º       |

Femminile
| Atlete                                                               | Evento                 | Qualificazione | Qualificazione | Semifinale           | Semifinale | Finale               | Finale |
| Atlete                                                               | Evento                 | Tempo          | Pos.           | Avversarie Risultato | Pos.       | Avversarie Risultato | Pos.   |
| -------------------------------------------------------------------- | ---------------------- | -------------- | -------------- | -------------------- | ---------- | -------------------- | ------ |
| Elisa Balsamo Rachele Barbieri Vittoria Guazzini Letizia Paternoster | Inseguimento a squadre | 4'11"666       | 4ª Q           | GER P 4'10"063       | 5/6ª       | AUS P 4'11"108       | 6ª     |

| Atleta        | Evento | Scratch race | Scratch race | Corsa a tempo | Corsa a tempo | Corsa a eliminazione | Corsa a eliminazione | Corsa a punti | Corsa a punti | Punti totali | Classifica |
| Atleta        | Evento | Posizione    | Punti        | Posizione     | Punti         | Posizione            | Punti                | Posizione     | Punti         | Punti totali | Classifica |
| ------------- | ------ | ------------ | ------------ | ------------- | ------------- | -------------------- | -------------------- | ------------- | ------------- | ------------ | ---------- |
| Elisa Balsamo | Omnium | 13ª          | 16           | 10ª           | 22            | 15ª                  | 12                   | 14ª           | 0             | 50           | 14ª        |

| Atlete                            | Evento    | Punti | Giri | Posizione |
| --------------------------------- | --------- | ----- | ---- | --------- |
| Elisa Balsamo Letizia Paternoster | Americana | 2     | 0    | 8ª        |

#### Mountain bike
Maschile
| Atleta               | Evento        | Tempo    | Classifica |
| -------------------- | ------------- | -------- | ---------- |
| Luca Braidot         | Cross-country | 1h31'30" | 25º        |
| Nadir Colledani      | Cross-country | -1 giro  | 34º        |
| Gerhard Kerschbaumer | Cross-country | 1h29'48" | 20º        |

Femminile
| Atleta      | Evento        | Tempo    | Classifica |
| ----------- | ------------- | -------- | ---------- |
| Eva Lechner | Cross-country | 1h26'26" | 25ª        |

#### BMX
Maschile
| Atleta          | Evento | Quarti di finale | Quarti di finale | Quarti di finale | Quarti di finale | Quarti di finale | Semifinale      | Semifinale      | Semifinale      | Semifinale      | Semifinale      | Finale          |
| Atleta          | Evento | 1ª Manche        | 2ª Manche        | 3ª Manche        | Punti            | Classifica       | 1ª Manche       | 2ª Manche       | 3ª Manche       | Punti           | Classifica      |                 |
| --------------- | ------ | ---------------- | ---------------- | ---------------- | ---------------- | ---------------- | --------------- | --------------- | --------------- | --------------- | --------------- | --------------- |
| Giacomo Fantoni | BMX    | 41"567           | 42"766           | 40"979           | 14               | 5º               | non qualificato | non qualificato | non qualificato | non qualificato | non qualificato | non qualificato |

### Equitazione

#### Dressage
| Atleta         | Cavallo            | Gara        | Grand Prix | Grand Prix | Grand Prix Special | Grand Prix Special | Grand Prix Freestyle | Grand Prix Freestyle | Totale          | Totale          |
| Atleta         | Cavallo            | Gara        | Punteggio  | Classifica | Punteggio          | Classifica         | Tecnico              | Artistico            | Punteggio       | Classifica      |
| -------------- | ------------------ | ----------- | ---------- | ---------- | ------------------ | ------------------ | -------------------- | -------------------- | --------------- | --------------- |
| Francesco Zaza | Whispering Romance | Individuale | 66.941     | 43º        | non qualificato    | non qualificato    | non qualificato      | non qualificato      | non qualificato | non qualificato |

#### Concorso completo
Stefano Brecciaroli con Bolivar Gio Granno è presente come riserva.
| Atleta                                           | Cavallo                                                       | Gara        | Dressage | Dressage  | Cross-country | Cross-country | Cross-country | Salto ostacoli | Salto ostacoli | Salto ostacoli | Salto ostacoli  | Salto ostacoli  | Salto ostacoli  |
| Atleta                                           | Cavallo                                                       | Gara        | Dressage | Dressage  | Cross-country | Cross-country | Cross-country | Qualificazione | Qualificazione | Qualificazione | Finale          | Finale          | Finale          |
| Atleta                                           | Cavallo                                                       | Gara        | Penalità | Posizione | Penalità      | Totale        | Posizione     | Penalità       | Totale         | Posizione      | Penalità        | Totale          | Posizione       |
| ------------------------------------------------ | ------------------------------------------------------------- | ----------- | -------- | --------- | ------------- | ------------- | ------------- | -------------- | -------------- | -------------- | --------------- | --------------- | --------------- |
| Susanna Bordone                                  | Imperial van de Holtakkers                                    | Individuale | 33.90    | 36ª       | 11.00         | 44.90         | 28ª           | 0              | 44.90          | 22ª Q          | 5.60            | 50.50           | 18ª             |
| Vittoria Panizzon                                | Super Cillious                                                | Individuale | 38.60    | 52ª       | 3.60          | 42.20         | 25ª           | 8.00           | 50.20          | 27ª            | non qualificata | non qualificata | non qualificata |
| Arianna Schivo                                   | Quefira de l’ormeau                                           | Individuale | 42.90    | 58ª       | 2.80          | 45.70         | 29ª           | 4.00           | 49.70          | 26ª            | non qualificata | non qualificata | non qualificata |
| Arianna Schivo Vittoria Panizzon Susanna Bordone | Quefira de l’ormeau Super Cillious Imperial van de Holtakkers | Squadra     | 115.40   | 15ª       | 17.40         | 132.80        | 7ª            | N.D.           | N.D.           | N.D.           | 12.00           | 144.80          | 7ª              |

#### Salto ostacoli
| Atleta            | Cavallo | Gara        | Qualificazione | Qualificazione | Finale          | Finale          |
| Atleta            | Cavallo | Gara        | Penalità       | Posizione      | Penalità        | Posizione       |
| ----------------- | ------- | ----------- | -------------- | -------------- | --------------- | --------------- |
| Emanuele Gaudiano | Chalou  | Individuale | 9.00           | 47º            | non qualificato | non qualificato |

### Ginnastica

#### Ginnastica artistica
Maschile
Individuale
| Atleta          | Evento               | Qualificazione | Qualificazione | Qualificazione | Qualificazione | Qualificazione | Qualificazione | Qualificazione | Qualificazione | Finale          | Finale          | Finale          | Finale          | Finale          | Finale          | Finale          | Finale          |
| Atleta          | Evento               | Attrezzo       | Attrezzo       | Attrezzo       | Attrezzo       | Attrezzo       | Attrezzo       | Totale         | Posizione      | Attrezzo        | Attrezzo        | Attrezzo        | Attrezzo        | Attrezzo        | Attrezzo        | Totale          | Posizione       |
| Atleta          | Evento               | CL             | C              | A              | V              | P              | S              | Totale         | Posizione      | CL              | C               | A               | V               | P               | S               | Totale          | Posizione       |
| --------------- | -------------------- | -------------- | -------------- | -------------- | -------------- | -------------- | -------------- | -------------- | -------------- | --------------- | --------------- | --------------- | --------------- | --------------- | --------------- | --------------- | --------------- |
| Ludovico Edalli | Concorso individuale | 13.733         | 13.600         | 13.333         | 13.666         | 13.166         | 13.733         | 81.231         | 38º            | non qualificato | non qualificato | non qualificato | non qualificato | non qualificato | non qualificato | non qualificato | non qualificato |

Anelli
| Atleta        | Evento | Qualificazione | Qualificazione | Finale          | Finale          |
| Atleta        | Evento | Punteggio      | Posizione      | Punteggio       | Posizione       |
| ------------- | ------ | -------------- | -------------- | --------------- | --------------- |
| Marco Lodadio | Anelli | 14.633         | 9º             | non qualificato | non qualificato |

Femminile
| Atleta          | Evento                 | Qualificazione | Qualificazione | Finale          | Finale          |
| Atleta          | Evento                 | Punteggio      | Posizione      | Punteggio       | Posizione       |
| --------------- | ---------------------- | -------------- | -------------- | --------------- | --------------- |
| Alice D'Amato   | Concorso individuale   | 54.199         | 20ª Q          | 51.899          | 20ª             |
| Martina Maggio  | Concorso individuale   | 53.566         | 27ª Q          | 52.565          | 19ª             |
| Asia D'Amato    | Concorso individuale   | 53.132         | 34ª            | non qualificata | non qualificata |
| Vanessa Ferrari | Corpo libero           | 14.166         | 1ª Q           | 14.200          | Argento         |
| Lara Mori       | Corpo libero           | 13.400         | 19ª            | non qualificate | non qualificate |
| Alice D'Amato   | Corpo libero           | 13.033         | 28ª            | non qualificate | non qualificate |
| Martina Maggio  | Corpo libero           | 12.700         | 45ª            | non qualificate | non qualificate |
| Asia D'Amato    | Corpo libero           | 11.833         | 76ª            | non qualificate | non qualificate |
| Asia D'Amato    | Trave                  | 13.133         | 29ª            | non qualificate | non qualificate |
| Martina Maggio  | Trave                  | 13.066         | 31ª            | non qualificate | non qualificate |
| Alice D'Amato   | Trave                  | 12.600         | 48ª            | non qualificate | non qualificate |
| Vanessa Ferrari | Trave                  | 12.500         | 52ª            | non qualificate | non qualificate |
| Lara Mori       | Trave                  | 12.133         | 62ª            | non qualificate | non qualificate |
| Alice D'Amato   | Parallele asimmetriche | 14.233         | 18ª            | non qualificate | non qualificate |
| Asia D'Amato    | Parallele asimmetriche | 13.933         | 26ª            | non qualificate | non qualificate |
| Martina Maggio  | Parallele asimmetriche | 13.700         | 30ª            | non qualificate | non qualificate |

Squadre
| Atleta          | Evento             | Attrezzo | Attrezzo | Attrezzo | Attrezzo | Qualificazione | Qualificazione | Attrezzo | Attrezzo | Attrezzo | Attrezzo | Finale  | Finale    |
| Atleta          | Evento             | CL       | V        | T        | P        | Totale         | Posizione      | CL       | V        | T        | P        | Totale  | Posizione |
| --------------- | ------------------ | -------- | -------- | -------- | -------- | -------------- | -------------- | -------- | -------- | -------- | -------- | ------- | --------- |
| Alice D'Amato   | Concorso a squadre |          |          |          |          |                |                |          |          |          |          |         |           |
| Asia D'Amato    | Concorso a squadre |          |          |          |          |                |                |          |          |          |          |         |           |
| Vanessa Ferrari | Concorso a squadre |          |          |          |          |                |                |          |          |          |          |         |           |
| Martina Maggio  | Concorso a squadre |          |          |          |          |                |                |          |          |          |          |         |           |
| Lara Mori       | Concorso a squadre |          |          |          |          |                |                |          |          |          |          |         |           |
| Totale          | Concorso a squadre | 39.899   | 42.766   | 38.799   | 41.866   | 163.330        | 7ª Q           | 40.366   | 42.665   | 39.108   | 41.499   | 163.638 | 4ª        |

#### Ginnastica ritmica
Femminile
| Atleta                   | Evento               | Qualificazione | Qualificazione | Qualificazione | Qualificazione | Qualificazione | Qualificazione | Finale          | Finale          | Finale          | Finale          | Finale          | Finale          |
| Atleta                   | Evento               | Attrezzo       | Attrezzo       | Attrezzo       | Attrezzo       | Totale         | Classifica     | Attrezzo        | Attrezzo        | Attrezzo        | Attrezzo        | Totale          | Classifica      |
| Atleta                   | Evento               | Cerchio        | Palla          | Clavi          | Nastro         | Totale         | Classifica     | Cerchio         | Palla           | Clavi           | Nastro          | Totale          | Classifica      |
| ------------------------ | -------------------- | -------------- | -------------- | -------------- | -------------- | -------------- | -------------- | --------------- | --------------- | --------------- | --------------- | --------------- | --------------- |
| Alexandra Agiurgiuculese | Concorso individuale | 22.050         | 25.600         | 24.150         | 19.250         | 91.050         | 15ª            | non qualificata | non qualificata | non qualificata | non qualificata | non qualificata | non qualificata |
| Milena Baldassarri       | Concorso individuale | 24.550         | 25.700         | 25.650         | 20.150         | 96.050         | 6ª Q           | 25.100          | 25.625          | 26.500          | 22.400          | 99.625          | 6ª              |

| Atleta                                                                                 | Evento             | Qualificazione | Qualificazione        | Qualificazione | Qualificazione | Finale   | Finale                | Finale | Finale     |
| Atleta                                                                                 | Evento             | Attrezzo       | Attrezzo              | Totale         | Classifica     | Attrezzo | Attrezzo              | Totale | Classifica |
| Atleta                                                                                 | Evento             | 5 nastri       | 3 clavette e 2 cerchi | Totale         | Classifica     | 5 nastri | 3 clavette e 2 cerchi | Totale | Classifica |
| -------------------------------------------------------------------------------------- | ------------------ | -------------- | --------------------- | -------------- | -------------- | -------- | --------------------- | ------ | ---------- |
| Martina Centofanti Agnese Duranti Alessia Maurelli Daniela Mogurean Martina Santandrea | Concorso a squadre | 44.600         | 42.550                | 87.150         | 3ª Q           | 44.850   | 42.850                | 87.700 | Bronzo     |

### Golf
Il 17 luglio Francesco Molinari rinuncia alle Olimpiadi, il suo posto viene preso da Renato Paratore.
| Atleta                    | Evento    | Round 1   | Round 2   | Round 3   | Round 4   | Totale | Totale | Totale     |
| Atleta                    | Evento    | Punteggio | Punteggio | Punteggio | Punteggio | Totale | Par    | Classifica |
| ------------------------- | --------- | --------- | --------- | --------- | --------- | ------ | ------ | ---------- |
| Guido Migliozzi           | Maschile  | 71        | 65        | 68        | 72        | 276    | -8     | 32º        |
| Renato Paratore           | Maschile  | 71        | 70        | 67        | 67        | 275    | -9     | 27º        |
| Lucrezia Colombotto Rosso | Femminile | 75        | 74        | 75        | 78        | 302    | +18    | 59ª        |
| Giulia Molinaro           | Femminile | 75        | 71        | 70        | 70        | 286    | +2     | 46ª        |

### Judo
Maschile
| Atleta            | Evento | 16-esimi                        | Ottavi                             | Quarti                         | Semifinali           | Ripescaggio                    | Med. bronzo                  | Finale               | Posizione       |
| Atleta            | Evento | Avversario Risultato            | Avversario Risultato               | Avversario Risultato           | Avversario Risultato | Avversario Risultato           | Avversario Risultato         | Avversario Risultato | Posizione       |
| ----------------- | ------ | ------------------------------- | ---------------------------------- | ------------------------------ | -------------------- | ------------------------------ | ---------------------------- | -------------------- | --------------- |
| Manuel Lombardo   | −66 kg | Bye                             | Y. Serikzhanov (KAZ) V (0001-0000) | D. Cargnin (BRA) P (0000-0001) | non qualificato      | Y. Baskhüü (MGL) V (0010-0000) | An B.-u. (KOR) P (0000-0010) | non qualificato      | 5º              |
| Fabio Basile      | −73 kg | An C.-r. (KOR) P (0000-0001)    | non qualificato                    | non qualificato                | non qualificato      | non qualificato                | non qualificato              | non qualificato      | non qualificato |
| Christian Parlati | −81 kg | M. Abdelaal (EGY) V (0011-0000) | T. Nagase (JPN) P (0000-0010)      | non qualificato                | non qualificato      | non qualificato                | non qualificato              | non qualificato      | non qualificato |
| Nicholas Mungai   | −90 kg | D. Bobonov (UZB) P (0000-0001)  | non qualificato                    | non qualificato                | non qualificato      | non qualificato                | non qualificato              | non qualificato      | non qualificato |

Femminile
| Atleta            | Evento | 16-esimi                             | Ottavi                          | Quarti                              | Semifinali                       | Ripescaggio                  | Med. bronzo                     | Finale               | Posizione       |
| Atleta            | Evento | Avversario Risultato                 | Avversario Risultato            | Avversario Risultato                | Avversario Risultato             | Avversario Risultato         | Avversario Risultato            | Avversario Risultato | Posizione       |
| ----------------- | ------ | ------------------------------------ | ------------------------------- | ----------------------------------- | -------------------------------- | ---------------------------- | ------------------------------- | -------------------- | --------------- |
| Francesca Milani  | −48 kg | Lin C.-h. (TPE) P (0001-0010)        | non qualificata                 | non qualificata                     | non qualificata                  | non qualificata              | non qualificata                 | non qualificata      | non qualificata |
| Odette Giuffrida  | −52 kg | Bye                                  | A. Chițu (ROU) V (0010-0000)    | C. van Snick (BEL) V (0001-0000)    | U. Abe (JPN) P (0000-0001)       | Bye                          | R. Pupp (HUN) V (0010-0000)     | non qualificata      | Bronzo          |
| Maria Centracchio | −63 kg | D. Nomenjanahary (MAD) V (0010-0000) | S. Özbas (HUN) V (0011-0000)    | A. Ozboda-Blach (POL) V (0010-0000) | T. Trstenjak (SLO) P (0000-0010) | Bye                          | J. Franssen (NED) V (0010-0000) | non qualificata      | Bronzo          |
| Alice Bellandi    | −70 kg | A. Niang (MAR) V (0001-0000)         | A. Bernholm (SWE) V (0001-0000) | S. van Dijke (NED) P (0001-0011)    | non qualificata                  | B. Matić (CRO) P (0000-0010) | non qualificata                 | non qualificata      | 7ª              |

Misto
| Atleta                                                                                           | Evento        | Ottavi               | Quarti               | Semifinali           | Ripescaggio          | Med. bronzo          | Finale               | Posizione       |
| Atleta                                                                                           | Evento        | Avversario Risultato | Avversario Risultato | Avversario Risultato | Avversario Risultato | Avversario Risultato | Avversario Risultato | Posizione       |
| ------------------------------------------------------------------------------------------------ | ------------- | -------------------- | -------------------- | -------------------- | -------------------- | -------------------- | -------------------- | --------------- |
| Fabio Basile Alice Bellandi Maria Centracchio Odette Giuffrida Nicholas Mungai Christian Parlati | Squadre miste | Israele P (3-4)      | non qualificati      | non qualificati      | non qualificati      | non qualificati      | non qualificati      | non qualificati |

### Karate

#### Kumite
| Atleta           | Evento           | Turno eliminatorio | Turno eliminatorio | Semifinale              | Finale                   | Risultato       |
| Atleta           | Evento           | Risultati          | Posizione          | Avversario Risultato    | Avversario Risultato     | Risultato       |
| ---------------- | ---------------- | ------------------ | ------------------ | ----------------------- | ------------------------ | --------------- |
| Angelo Crescenzo | −67 kg maschile  | r                  | –                  | non qualificato         | non qualificato          | non qualificato |
| Luigi Busà       | −75 kg maschile  | V: 3 P: 1          | 1º Q               | S. Horuna (UKR) V (3-0) | R. Aghayev (AZE) V (1-0) | Oro             |
| Silvia Semeraro  | +61 kg femminile | V: 2 P: 2          | 3°                 | non qualificata         | non qualificata          | non qualificata |

#### Kata
| Atleta          | Evento    | Turno eliminatorio | Turno eliminatorio | Turno di classifica | Turno di classifica | Med. bronzo              | Med. bronzo              | Finale               | Finale               | Posizione       |
| Atleta          | Evento    | Punteggio          | Posizione          | Punteggio           | Posizione           | Avversario Risultato     | Avversario Risultato     | Avversario Risultato | Avversario Risultato | Posizione       |
| --------------- | --------- | ------------------ | ------------------ | ------------------- | ------------------- | ------------------------ | ------------------------ | -------------------- | -------------------- | --------------- |
| Mattia Busato   | Maschile  | 25.50              | 4º                 | non qualificato     | non qualificato     | non qualificato          | non qualificato          | non qualificato      | non qualificato      | non qualificato |
| Viviana Bottaro | Femminile | 25.57              | 2ª Q               | 26.46               | 2ª q                | S. Kokumai (USA) V 26.48 | S. Kokumai (USA) V 26.48 | non qualificata      | non qualificata      | Bronzo          |

### Lotta

#### Libera
Maschile
| Atleta          | Evento | Qualificazione       | Ottavi                      | Quarti                    | Semifinali                      | Ripescaggio            | Finale/ Finale per il bronzo | Pos.   |
| Atleta          | Evento | Avversario Risultato | Avversario Risultato        | Avversario Risultato      | Avversario Risultato            | Avversario Risultato   | Avversario Risultato         | Pos.   |
| --------------- | ------ | -------------------- | --------------------------- | ------------------------- | ------------------------------- | ---------------------- | ---------------------------- | ------ |
| Frank Chamizo   | –74 kg | N.D.                 | A. Kentchadze (GEO) V (5-1) | T. Bayramov (AZE) V (3-1) | M. Kadzimahamedaŭ (BLR) P (7-9) | Bye                    | K. Dake (USA) P (0-5)        | 5º     |
| Abraham Conyedo | –97 kg | N.D.                 | A. Saritov (ROU) V (6-1)    | K. Snyder (USA) P (0-6)   | non qualificato                 | J. Steen (CAN) V (4-2) | S. Karadeniz (TUR) V (6-2)   | Bronzo |

### Nuoto
Maschile
| Atleta                                                                                | Evento               | Batterie | Batterie  | Semifinali      | Semifinali      | Finale          | Finale          |
| Atleta                                                                                | Evento               | Tempo    | Posizione | Tempo           | Posizione       | Tempo           | Posizione       |
| ------------------------------------------------------------------------------------- | -------------------- | -------- | --------- | --------------- | --------------- | --------------- | --------------- |
| Santo Condorelli                                                                      | 50 m stile libero    | 22"14    | 19º       | non qualificato | non qualificato | non qualificato | non qualificato |
| Lorenzo Zazzeri                                                                       | 50 m stile libero    | 21"86    | 9º Q      | 21"75           | 7º Q            | 21"78           | 7º              |
| Thomas Ceccon                                                                         | 100 m stile libero   | 47"71    | 1º Q      | 48"05           | 12º             | non qualif.     | non qualif.     |
| Alessandro Miressi                                                                    | 100 m stile libero   | 47"83    | 4º Q      | 47"52           | 3º Q            | 47"86           | 6º              |
| Stefano Ballo                                                                         | 200 m stile libero   | 1'45"80  | 7º Q      | 1'45"84         | 10º             | non qualif.     | non qualif.     |
| Stefano Di Cola                                                                       | 200 m stile libero   | 1'46"67  | 16º Q     | 1'47"19         | 14º             | non qualif.     | non qualif.     |
| Gabriele Detti                                                                        | 400 m stile libero   | 3'44"67  | 3º Q      | N.D.            | N.D.            | 3'44"88         | 6º              |
| Marco De Tullio                                                                       | 400 m stile libero   | 3'45"85  | 10º       | N.D.            | N.D.            | non qualif.     | non qualif.     |
| Gabriele Detti                                                                        | 800 m stile libero   | 7'49"47  | 12º       | N.D.            | N.D.            | non qualif.     | non qualif.     |
| Gregorio Paltrinieri                                                                  | 800 m stile libero   | 7'47"73  | 8º Q      | N.D.            | N.D.            | 7'42"11         | Argento         |
| Domenico Acerenza                                                                     | 1500 m stile libero  | 14'53"84 | 9º        | N.D.            | N.D.            | non qualif.     | non qualif.     |
| Gregorio Paltrinieri                                                                  | 1500 m stile libero  | 14'49"17 | 4º Q      | N.D.            | N.D.            | 14'45"01        | 4º              |
| Thomas Ceccon                                                                         | 100 m dorso          | 52"49    | 2º Q      | 52"78           | 4º Q            | 52"30           | 4º              |
| Simone Sabbioni                                                                       | 100 m dorso          | 53"79    | 17º       | non qualificato | non qualificato | non qualificato | non qualificato |
| Matteo Restivo                                                                        | 200 m dorso          | 1'58"36  | 20º       | non qualificato | non qualificato | non qualificato | non qualificato |
| Nicolò Martinenghi                                                                    | 100 m rana           | 58"68    | 4º Q      | 58"28           | 3º Q            | 58"33           | Bronzo          |
| Federico Poggio                                                                       | 100 m rana           | 59"33    | 9º Q      | 59"91           | 15º             | non qualif.     | non qualif.     |
| Federico Burdisso                                                                     | 100 m farfalla       | 51"82    | 17º       | non qualificato | non qualificato | non qualificato | non qualificato |
| Santo Condorelli                                                                      | 100 m farfalla       | 52"32    | 31º       | non qualificato | non qualificato | non qualificato | non qualificato |
| Federico Burdisso                                                                     | 200 m farfalla       | 1'55"14  | 7º Q      | 1'55"11         | 4º Q            | 1'54"45         | Bronzo          |
| Giacomo Carini                                                                        | 200 m farfalla       | 1'55"33  | 10º Q     | 1'55"45         | 15º             | non qualif.     | non qualif.     |
| Alberto Razzetti                                                                      | 200 m misti          | 1'57"46  | 8º Q      | 1'57"70         | 9º              | non qualif.     | non qualif.     |
| Pier Andrea Matteazzi                                                                 | 400 m misti          | 4'16"31  | 19º       | N.D.            | N.D.            | non qualif.     | non qualif.     |
| Alberto Razzetti                                                                      | 400 m misti          | 4'09"91  | 5º Q      | N.D.            | N.D.            | 4'11"32         | 8º              |
| Thomas Ceccon Santo Condorelli Manuel Frigo Alessandro Miressi Lorenzo Zazzeri        | 4×100 m stile libero | 3'10"29  | 1º Q      | N.D.            | N.D.            | 3'10"11         | Argento         |
| Stefano Ballo Matteo Ciampi Marco De Tullio Stefano Di Cola Filippo Megli             | 4×200 m stile libero | 7'05"05  | 3º Q      | N.D.            | N.D.            | 7'03"24         | 5º              |
| Federico Burdisso Thomas Ceccon Stefano Di Cola Nicolò Martinenghi Alessandro Miressi | 4×100 m misti        | 3'30"02  | 1º Q      | N.D.            | N.D.            | 3'29"17         | Bronzo          |
| Gregorio Paltrinieri                                                                  | Maratona 10 km       | N.D.     | N.D.      | N.D.            | N.D.            | 1h49'01"1       | Bronzo          |
| Mario Sanzullo                                                                        | Maratona 10 km       | N.D.     | N.D.      | N.D.            | N.D.            | 1h53'08"6       | 14º             |

Femminile
| Atleta                                                                     | Evento               | Batterie | Batterie  | Semifinali      | Semifinali      | Finale          | Finale          |
| Atleta                                                                     | Evento               | Tempo    | Posizione | Tempo           | Posizione       | Tempo           | Posizione       |
| -------------------------------------------------------------------------- | -------------------- | -------- | --------- | --------------- | --------------- | --------------- | --------------- |
| Federica Pellegrini                                                        | 100 m stile libero   | dns      | -         | non qualificata | non qualificata | non qualificata | non qualificata |
| Federica Pellegrini                                                        | 200 m stile libero   | 1'57"33  | 15ª Q     | 1'56"44         | 7ª Q            | 1'55"91         | 7ª              |
| Martina Rita Caramignoli                                                   | 800 m stile libero   | 8'33"15  | 20ª       | N.D.            | N.D.            | non qualif.     | non qualif.     |
| Simona Quadarella                                                          | 800 m stile libero   | 8'17"32  | 3ª Q      | N.D.            | N.D.            | 8'18"35         | Bronzo          |
| Martina Rita Caramignoli                                                   | 1500 m stile libero  | 16'02"43 | 13ª       | N.D.            | N.D.            | non qualif.     | non qualif.     |
| Simona Quadarella                                                          | 1500 m stile libero  | 15'47"34 | 4ª Q      | N.D.            | N.D.            | 15'53"97        | 5ª              |
| Margherita Panziera                                                        | 100 m dorso          | 59"74    | 8ª Q      | 59"75           | 11ª             | non qualif.     | non qualif.     |
| Margherita Panziera                                                        | 200 m dorso          | 2'10"26  | 12ª Q     | 2'09"54         | 9ª              | non qualif.     | non qualif.     |
| Martina Carraro                                                            | 100 m rana           | 1'05"85  | 5ª Q      | 1'06"50         | 7ª Q            | 1'06"19         | 7ª              |
| Benedetta Pilato                                                           | 100 m rana           | dq       | -         | non qualificata | non qualificata | non qualificata | non qualificata |
| Martina Carraro                                                            | 200 m rana           | 2'26"17  | 21ª       | non qualificata | non qualificata | non qualificata | non qualificata |
| Francesca Fangio                                                           | 200 m rana           | 2'23"89  | 13ª Q     | 2'27"56         | 15ª             | non qualif.     | non qualif.     |
| Ilaria Bianchi                                                             | 100 m farfalla       | 57"70    | 12ª Q     | 58"07           | 15ª             | non qualif.     | non qualif.     |
| Elena Di Liddo                                                             | 100 m farfalla       | 57"41    | 9ª Q      | 57"60           | 13ª             | non qualif.     | non qualif.     |
| Ilaria Cusinato                                                            | 200 m misti          | 2'11"41  | 13ª Q     | 2'12"10         | 14ª             | non qualif.     | non qualif.     |
| Sara Franceschi                                                            | 200 m misti          | 2'11"47  | 14ª Q     | 2'11"71         | 13ª             | non qualif.     | non qualif.     |
| Ilaria Cusinato                                                            | 400 m misti          | 4'37"37  | 8ª Q      | N.D.            | N.D.            | 4'40"65         | 8ª              |
| Sara Franceschi                                                            | 400 m misti          | 4'39"93  | 9ª        | N.D.            | N.D.            | non qualif.     | non qualif.     |
| Anna Chiara Mascolo Federica Pellegrini Stefania Pirozzi Giulia Vetrano    | 4×200 m stile libero | dq       | -         | non qualificate | non qualificate | non qualificate | non qualificate |
| Arianna Castiglioni Elena Di Liddo Margherita Panziera Federica Pellegrini | 4×100 m misti        | 3'55"79  | 4ª Q      | N.D.            | N.D.            | 3'56"68         | 6ª              |
| Rachele Bruni                                                              | Maratona 10 km       | N.D.     | N.D.      | N.D.            | N.D.            | 2h02'10"2       | 14ª             |

Misti
| Atleta                                                                              | Evento              | Batterie | Batterie  | Semifinali | Semifinali | Finale  | Finale    |
| Atleta                                                                              | Evento              | Tempo    | Posizione | Tempo      | Posizione  | Tempo   | Posizione |
| ----------------------------------------------------------------------------------- | ------------------- | -------- | --------- | ---------- | ---------- | ------- | --------- |
| Elena Di Liddo Nicolò Martinenghi Federica Pellegrini Simone Sabbioni Thomas Ceccon | 4×100 m misti mista | 3'42"65  | 5º Q      | N.D.       | N.D.       | 3'39"28 | 4º        |

### Nuoto artistico
| Atleta | Evento  | Qualificazioni   | Qualificazioni    | Qualificazioni | Qualificazioni | Finale            | Finale           | Finale       | Finale    |
| Atleta | Evento  | Programma libero | Programma tecnico | Punti totali   | Posizione      | Programma tecnico | Programma libero | Punti totali | Posizione |
| --- | ------- | ---------------- | ----------------- | -------------- | -------------- | ----------------- | ---------------- | ------------ | --------- |
| Linda Cerruti Costanza Ferro | Duo     | 91.2000          | 91.1035           | 182.3035       | 6ª Q           | 91.1035           | 92.4667          | 183.5702     | 6ª        |
| Beatrice Callegari Domiziana Cavanna Linda Cerruti Francesca Deidda Costanza Di Camillo Costanza Ferro Gemma Galli Enrica Piccoli Federica Sala | Squadre | N.D.             | N.D.              | N.D.           | N.D.           | 91.3372           | 92.8000          | 184.1372     | 5ª        |

### Pallacanestro

#### Maschile
| Rosa | Classifica |
| --- | ---------- |
| V · D · M Nazionale italiana - Pallacanestro ai Giochi della XXXII Olimpiade - Torneo maschile 0 Spissu · 1 Mannion · 7 Tonut · 8 Gallinari · 9 Melli · 13 Fontecchio · 16 Tessitori · 17 Ricci · 24 Moraschini · 31 Vitali · 33 Polonara · 54 Pajola · All. Romeo Sacchetti | 5°         |
| Nazionale italiana - Pallacanestro ai Giochi della XXXII Olimpiade - Torneo maschile |            |
| 0 Spissu · 1 Mannion · 7 Tonut · 8 Gallinari · 9 Melli · 13 Fontecchio · 16 Tessitori · 17 Ricci · 24 Moraschini · 31 Vitali · 33 Polonara · 54 Pajola · All. Romeo Sacchetti                                                                                                |            |

Preliminari - Gruppo B
| 25 luglio 2021 | Germania | 82 – 92 | Italia |  |

| 28 luglio 2021 | Italia | 83 – 86 | Australia |  |

| 31 luglio 2021 | Italia | 80 – 71 | Nigeria |  |

Quarti di finale
| 3 agosto 2021 | Francia | 84 – 75 | Italia |  |

### Pallacanestro 3x3

#### Femminile
| Rosa | Classifica |
| --- | ---------- |
| V · D · M Nazionale italiana - Pallacanestro ai Giochi della XXXII Olimpiade - Torneo 3x3 femminile 3 D’Alie · 4 Consolini · 5 Filippi · 8 Rulli · All. Andrea Capobianco | 6°         |
| Nazionale italiana - Pallacanestro ai Giochi della XXXII Olimpiade - Torneo 3x3 femminile                                                                                 |            |
| 3 D’Alie · 4 Consolini · 5 Filippi · 8 Rulli · All. Andrea Capobianco |            |

Girone all'italiana
| 24 luglio 2021 | Italia | 15 – 14 | Mongolia |  |

| 24 luglio 2021 | Francia | 19 – 16 | Italia |  |

| 25 luglio 2021 | Romania | 14 – 22 | Italia |  |

| 25 luglio 2021 | Cina | 22 – 13 | Italia |  |

| 26 luglio 2021 | Italia | 10 – 22 | Giappone |  |

| 26 luglio 2021 | Italia | 13 – 17 | Stati Uniti |  |

| 27 luglio 2021 | ROC | 17 – 9 | Italia |  |

Quarti di finale
| 27 luglio 2021 | Cina | 19 – 13 | Italia |  |

### Pallanuoto
| Rosa | Classifica |                   |
| --- | --- | ----------------- |
| V · D · M Nazionale maschile italiana di pallanuoto · Giochi olimpici - Tokyo 2020 1 Del Lungo · 2 Di Fulvio · 3 Luongo · 4 Figlioli · 5 Presciutti · 6 Velotto · 7 Renzuto Iodice · 8 Echenique · 9 Figari · 10 Bodegas · 11 Aicardi · 12 Dolce · 13 Nicosia · CT : Sandro Campagna | 7° |                   |
| Nazionale maschile italiana di pallanuoto · Giochi olimpici - Tokyo 2020 | |                   |
| 1 Del Lungo · 2 Di Fulvio · 3 Luongo · 4 Figlioli · 5 Presciutti · 6 Velotto · 7 Renzuto Iodice · 8 Echenique · 9 Figari · 10 Bodegas · 11 Aicardi · 12 Dolce · 13 Nicosia · CT: Sandro Campagna                                                                                     | 1 Del Lungo · 2 Di Fulvio · 3 Luongo · 4 Figlioli · 5 Presciutti · 6 Velotto · 7 Renzuto Iodice · 8 Echenique · 9 Figari · 10 Bodegas · 11 Aicardi · 12 Dolce · 13 Nicosia · CT: Sandro Campagna | Italia (bandiera) |

Preliminari - Gruppo A
| 25 luglio 2021 | Sudafrica | 2 – 21 | Italia |  |

| 27 luglio 2021 | Italia | 6 – 6 | Grecia |  |

| 29 luglio 2021 | Stati Uniti | 11 – 12 | Italia |  |

| 31 luglio 2021 | Italia | 16 – 8 | Giappone |  |

| 2 agosto 2021 | Ungheria | 5 – 5 | Italia |  |

Quarti di finale
| 4 agosto 2021 | Italia | 6 – 10 | Serbia |  |

Spareggi 5º-8º posto
| 6 agosto 2021 | Stati Uniti | 7 – 6 | Italia |  |

| 8 agosto 2021 | Montenegro | 17 – 18 (d.t.r) | Italia |  |

### Pallavolo

#### Maschile
Rosa
| N° | Nome                   | Ruolo | Data di nascita  | Squadra            |
| -- | ---------------------- | ----- | ---------------- | ------------------ |
| 2  | Jiří Kovář             | S     | 10 aprile 1989   | Lube               |
| 4  | Luca Vettori           | O     | 26 aprile 1991   | Modena             |
| 5  | Osmany Juantorena      | S     | 12 agosto 1985   | Lube               |
| 6  | Simone Giannelli       | P     | 9 agosto 1996    | Trentino           |
| 9  | Ivan Zaytsev           | O     | 2 ottobre 1988   | Kuzbass            |
| 11 | Matteo Piano           | C     | 24 ottobre 1990  | Powervolley Milano |
| 13 | Massimo Colaci         | L     | 21 febbraio 1985 | Sir Safety Perugia |
| 14 | Gianluca Galassi       | C     | 24 luglio 1997   | Milano             |
| 15 | Riccardo Sbertoli      | P     | 23 maggio 1998   | Powervolley Milano |
| 17 | Simone Anzani          | C     | 24 febbraio 1992 | Lube               |
| 18 | Alessandro Michieletto | S     | 5 dicembre 2001  | Trentino           |
| 19 | Daniele Lavia          | S     | 4 novembre 1999  | Modena             |

- Allenatore:  Gianlorenzo Blengini

Preliminari - Pool A
| 24 luglio 2021 | Italia | 3 – 2 | Canada |  |

| 26 luglio 2021 | Polonia | 3 – 0 | Italia |  |

| 28 luglio 2021 | Giappone | 1 – 3 | Italia |  |

| 30 luglio 2021 | Italia | 3 – 1 | Iran |  |

| 1 agosto 2021 | Italia | 3 – 0 | Venezuela |  |

Quarti di finale
| 3 agosto 2021 | Argentina | 3 – 2 | Italia |  |

| Posizione Finale |
| ---------------- |
| 6°               |

#### Femminile
Rosa
| N° | Nome                 | Ruolo | Data di nascita   | Squadra          |
| -- | -------------------- | ----- | ----------------- | ---------------- |
| 1  | Indre Sorokaite      | O     | 2 luglio 1988     | Toyota Queenseis |
| 5  | Ofelia Malinov       | P     | 29 febbraio 1996  | Savino Del Bene  |
| 6  | Monica De Gennaro    | L     | 8 gennaio 1987    | Imoco            |
| 7  | Raphaela Folie       | C     | 7 marzo 1991      | Imoco            |
| 8  | Alessia Orro         | P     | 18 luglio 1998    | Pro Victoria     |
| 9  | Caterina Bosetti     | S     | 2 febbraio 1994   | AGIL             |
| 10 | Cristina Chirichella | C     | 10 febbraio 1994  | AGIL             |
| 11 | Anna Danesi          | C     | 20 aprile 1996    | Pro Victoria     |
| 13 | Sarah Fahr           | C     | 12 settembre 2001 | Imoco            |
| 14 | Elena Pietrini       | S     | 17 marzo 2000     | Savino Del Bene  |
| 17 | Myriam Sylla         | S     | 8 gennaio 1995    | Imoco            |
| 18 | Paola Egonu          | O     | 18 dicembre 1998  | Imoco            |

- Allenatore:  Davide Mazzanti

Preliminari - Pool B
| 25 luglio 2021 | ROC | 0 – 3 | Italia |  |

| 27 luglio 2021 | Italia | 3 – 1 | Turchia |  |

| 29 luglio 2021 | Italia | 3 – 0 | Argentina |  |

| 31 luglio 2021 | Cina | 3 – 0 | Italia |  |

| 2 agosto 2021 | Stati Uniti | 3 – 2 | Italia |  |

Quarti di finale
| 4 agosto 2021 | Serbia | 3 – 0 | Italia |  |

| Posizione Finale |
| ---------------- |
| 6°               |

### Pentathlon moderno
| Atleta        | Evento         | Scherma     | Scherma   | Scherma  | Nuoto   | Nuoto     | Nuoto    | Equitazione | Equitazione | Equitazione | Combinato: corsa/pistola | Combinato: corsa/pistola | Combinato: corsa/pistola | Totale | Posizione finale |
| Atleta        | Evento         | Risultati   | Posizione | PM punti | Tempo   | Posizione | PM punti | Penalità    | Posizione   | Punti PM    | Tempo                    | Posizione                | Punti PM                 | Totale | Posizione finale |
| ------------- | -------------- | ----------- | --------- | -------- | ------- | --------- | -------- | ----------- | ----------- | ----------- | ------------------------ | ------------------------ | ------------------------ | ------ | ---------------- |
| Elena Micheli | Gara femminile | V: 17 P: 18 | 15ª       | 202+6    | 2'09"22 | 6ª        | 292      | EL          | 31ª         | 0           | 12'31"91                 | 15ª                      | 549                      | 1049   | 33ª              |
| Alice Sotero  | Gara femminile | V: 21 P: 14 | 5ª        | 226+1    | 2'07"88 | 5ª        | 295      | 15          | 20ª         | 285         | 12'24"38                 | 13ª                      | 556                      | 1363   | 4ª               |

### Pugilato
Femminile
| Atleta              | Evento                | Sedicesimi                         | Ottavi di finale              | Quarti di finale       | Semifinali               | Finale               | Pos.            |
| Atleta              | Evento                | Avversaria Risultato               | Avversaria Risultato          | Avversaria Risultato   | Avversaria Risultato     | Avversaria Risultato | Pos.            |
| ------------------- | --------------------- | ---------------------------------- | ----------------------------- | ---------------------- | ------------------------ | -------------------- | --------------- |
| Giordana Sorrentino | Pesi mosca (-51 kg)   | I.d.V. Cardozo Rojas (VEN) V (5-0) | Huang H.-w. (TPE) P (0-5)     | non qualificata        | non qualificata          | non qualificata      | non qualificata |
| Irma Testa          | Pesi piuma (-57 kg)   | L. Vorontsova (ROC) V (4-1)        | M. Walsh (IRL) V (5-0)        | C. Veyre (CAN) V (5-0) | N. Petecio (PHI) P (1-4) | non qualificata      | Bronzo          |
| Rebecca Nicoli      | Pesi leggeri (-60 kg) | E. Falcón Reyes (MEX) V (4-1)      | K.A. Harrington (IRL) P (0-5) | non qualificata        | non qualificata          | non qualificata      | non qualificata |
| Angela Carini       | Pesi welter (-69 kg)  | Bye                                | Chen N.-c. (TPE) P (2-3)      | non qualificata        | non qualificata          | non qualificata      | non qualificata |

### Scherma
Maschile
| Atleta                                                         | Evento               | Trentaduesimi        | Sedicesimi                  | Ottavi di finale             | Quarti di finale          | Semifinali                 | Finale                       | Pos.            |                 |
| Atleta                                                         | Evento               | Avversario Risultato | Avversario Risultato        | Avversario Risultato         | Avversario Risultato      | Avversario Risultato       | Avversario Risultato         | Pos.            |                 |
| -------------------------------------------------------------- | -------------------- | -------------------- | --------------------------- | ---------------------------- | ------------------------- | -------------------------- | ---------------------------- | --------------- | --------------- |
| Marco Fichera                                                  | Spada individuale    | Bye                  | R. Kurbanov (KAZ) P (7-15)  | non qualificato              | non qualificato           | non qualificato            | non qualificato              | non qualificato | non qualificato |
| Enrico Garozzo                                                 | Spada individuale    | Bye                  | K. Kano (JPN) P (12-15)     | non qualificato              | non qualificato           | non qualificato            | non qualificato              | non qualificato | non qualificato |
| Andrea Santarelli                                              | Spada individuale    | Bye                  | S. Chodos (ROC) V (15-10)   | A. Bardenet (FRA) V (15-11)  | M. Yamada (JPN) V (15-13) | G. Siklósi (HUN) P (10-15) | I. Rejzlin (UKR) P (12-15)   | 4º              |                 |
| Marco Fichera Enrico Garozzo Andrea Santarelli Gabriele Cimini | Spada a squadre      | N.D.                 | N.D.                        | N.D.                         | ROC P (34-45)             | non qualificati            | non qualificati              | 7º              |                 |
| Andrea Cassarà                                                 | Fioretto individuale | Bye                  | E. Schenkel (CAN) V (15-11) | M. Hamza (EGY) P (13-15)     | non qualificato           | non qualificato            | non qualificato              | non qualificato |                 |
| Alessio Foconi                                                 | Fioretto individuale | Bye                  | A. Sanita (GER) V (15-8)    | Cheung K.-l. (HKG) P (3-15)  | non qualificato           | non qualificato            | non qualificato              | non qualificato |                 |
| Daniele Garozzo                                                | Fioretto individuale | Bye                  | M. Hassan (EGY) V (15-6)    | K. Matsuyama (JPN) V (15-14) | E. Lefont (FRA) V (15-10) | T. Shikine (JPN) V (15-9)  | Cheung K.-l. (HKG) P (11-15) | Argento         |                 |
| Andrea Cassarà Alessio Foconi Daniele Garozzo Giorgio Avola    | Fioretto a squadre   | N.D.                 | N.D.                        | N.D.                         | Giappone P (43-45)        | non qualificati            | non qualificati              | 5º              |                 |
| Enrico Berrè                                                   | Sciabola individuale | Bye                  | F. Ferjani (TUN) V (15-10)  | I. Teodosiu (ROU) V (15-12)  | L. Samele (ITA) P (10-15) | non qualificato            | non qualificato              | non qualificato | non qualificato |
| Luca Curatoli                                                  | Sciabola individuale | Bye                  | I. Teodosiu (ROU) P (13-15) | non qualificato              | non qualificato           | non qualificato            | non qualificato              | non qualificato | non qualificato |
| Luigi Samele                                                   | Sciabola individuale | Bye                  | Xu Y. (CHN) V (15-12)       | M. Rahbari (IRI) V (15-7)    | E. Berrè (ITA) V (15-10)  | Kim J.-h. (KOR) V (15-12)  | Á. Szilágyi (HUN) P (7-15)   | Argento         |                 |
| Enrico Berrè Luca Curatoli Luigi Samele Aldo Montano           | Sciabola a squadre   | N.D.                 | N.D.                        | N.D.                         | Iran V (45-44)            | Ungheria V (45-43)         | Corea del Sud P (26-45)      | Argento         |                 |

Femminile
| Atleta                                                           | Evento               | Trentaduesimi        | Sedicesimi                     | Ottavi di finale            | Quarti di finale         | Semifinali                     | Finale                           | Pos.            |
| Atleta                                                           | Evento               | Avversario Risultato | Avversario Risultato           | Avversario Risultato        | Avversario Risultato     | Avversario Risultato           | Avversario Risultato             | Pos.            |
| ---------------------------------------------------------------- | -------------------- | -------------------- | ------------------------------ | --------------------------- | ------------------------ | ------------------------------ | -------------------------------- | --------------- |
| Rossella Fiamingo                                                | Spada Individuale    | Bye                  | N. Moellhausen (BRA) V (10-9)  | A. Jarecka (POL) V (15-13)  | K. Lehis (EST) P (7-15)  | non qualificata                | non qualificata                  | non qualificata |
| Federica Isola                                                   | Spada Individuale    | Bye                  | S. Besbes (TUN) V (14-12)      | Lin S. (CHN) V (15-9)       | Sun Y. (CHN) P (10-11)   | non qualificata                | non qualificata                  | non qualificata |
| Mara Navarria                                                    | Spada Individuale    | Bye                  | Y. Lichagina (ROC) V (15-12)   | K. Lehis (EST) P (10-15)    | non qualificata          | non qualificata                | non qualificata                  | non qualificata |
| Rossella Fiamingo Federica Isola Mara Navarria Alberta Santuccio | Spada a squadre      | N.D.                 | N.D.                           | N.D.                        | ROC V (33-31)            | Estonia P (34-42)              | Cina V (23-21)                   | Bronzo          |
| Martina Batini                                                   | Fioretto Individuale | Bye                  | K. Fanni (HUN) P (10-15)       | non qualificata             | non qualificata          | non qualificata                | non qualificata                  | non qualificata |
| Arianna Errigo                                                   | Fioretto Individuale | Bye                  | Y. El-Sharkawy (EGY) V (15-2)  | J. Guo (CAN) V (15-7)       | A. Volpi (ITA) P (7-15)  | non qualificata                | non qualificata                  | non qualificata |
| Alice Volpi                                                      | Fioretto Individuale | Bye                  | K. Kondricz (HUN) V (15-5)     | L. Ebert (GER) V (15-13)    | A. Errigo (ITA) V (15-7) | I. Deriglazova (ROC) P (10-15) | L. Korobejnikova (ROC) P (14-15) | 4ª              |
| Martina Batini Arianna Errigo Alice Volpi Erica Cipressa         | Fioretto a squadre   | N.D.                 | N.D.                           | N.D.                        | Ungheria V (45-32)       | Francia P (43-45)              | USA V (45-23)                    | Bronzo          |
| Martina Criscio                                                  | Sciabola individuale | Bye                  | Yoon J.-s. (KOR) P (11-15)     | non qualificata             | non qualificata          | non qualificata                | non qualificata                  | non qualificata |
| Rossella Gregorio                                                | Sciabola individuale | Bye                  | S. Pozdnjakova (ROC) P (12-15) | non qualificata             | non qualificata          | non qualificata                | non qualificata                  | non qualificata |
| Irene Vecchi                                                     | Sciabola individuale | Bye                  | C. Lembach (FRA) V (15-11)     | S. Velikaja (ROC) P (12-15) | non qualificata          | non qualificata                | non qualificata                  | non qualificata |
| Martina Criscio Rossella Gregorio Irene Vecchi Michela Battiston | Sciabola a squadre   | N.D.                 | N.D.                           | N.D.                        | Cina V (45-41)           | Francia P (39-45)              | Corea del Sud P (42-45)          | 4ª              |

### Skateboard
Maschile
| Atleta             | Evento | Qualificazione | Qualificazione | Finale          | Finale          |
| Atleta             | Evento | Punteggio      | Classifica     | Punteggio       | Classifica      |
| ------------------ | ------ | -------------- | -------------- | --------------- | --------------- |
| Ivan Federico      | Park   | 46.90          | 18º            | non qualificato | non qualificato |
| Alessandro Mazzara | Park   | 65.25          | 12º            | non qualificato | non qualificato |

Femminile
| Atleta     | Evento | Qualificazione | Qualificazione | Finale          | Finale          |
| Atleta     | Evento | Punteggio      | Classifica     | Punteggio       | Classifica      |
| ---------- | ------ | -------------- | -------------- | --------------- | --------------- |
| Asia Lanzi | Street | 6.13           | 14ª            | non qualificata | non qualificata |

### Softball

#### Fase a gironi
| Pos. | Squadra     | G | V-P | AVG   | GB |
| ---- | ----------- | - | --- | ----- | -- |
| 1.   | Stati Uniti | 5 | 5-0 | 1.000 | -  |
| 2.   | Giappone    | 5 | 4-1 | .800  | 1  |
| 3.   | Canada      | 5 | 3-2 | .600  | 2  |
| 4.   | Messico     | 5 | 2-3 | .400  | 3  |
| 5.   | Australia   | 5 | 1-4 | .200  | 4  |
| 6.   | Italia      | 5 | 0-5 | .000  | 5  |

|  | Qualificate alla Finale per la Medaglia d'oro |  | Qualificate alla Finale per la Medaglia di bronzo |

| 21 luglio 2021 | Italia | 0 – 2 | Stati Uniti |  |

| 22 luglio 2021 | Italia | 0 – 1 | Australia |  |

| 24 luglio 2021 | Giappone | 5 – 0 | Italia |  |

| 25 luglio 2021 | Italia | 0 – 5 | Messico |  |

| 26 luglio 2021 | Canada | 8 – 1 | Italia |  |

| Posizione Finale |
| ---------------- |
| 6°               |

### Sollevamento pesi
Maschile
| Atleta             | Evento | Strappo   | Strappo    | Slancio   | Slancio    | Totale | Classifica |
| Atleta             | Evento | Risultato | Classifica | Risultato | Classifica | Totale | Classifica |
| ------------------ | ------ | --------- | ---------- | --------- | ---------- | ------ | ---------- |
| Davide Ruiu        | –61 kg | 127 kg    | 7º         | 159 kg    | 4º         | 286 kg | 6º         |
| Mirko Zanni        | –67 kg | 145 kg    | 4º         | 177 kg    | 3º         | 322 kg | Bronzo     |
| Antonino Pizzolato | –81 kg | 165 kg    | 2º         | 200 kg    | 3º         | 365 kg | Bronzo     |

Femminile
| Atleta                | Evento | Strappo   | Strappo    | Slancio   | Slancio    | Totale | Classifica |
| Atleta                | Evento | Risultato | Classifica | Risultato | Classifica | Totale | Classifica |
| --------------------- | ------ | --------- | ---------- | --------- | ---------- | ------ | ---------- |
| Maria Grazia Alemanno | –59 kg | 85 kg     | 11ª        | 100 kg    | 11ª        | 185 kg | 11ª        |
| Giorgia Bordignon     | –64 kg | 104 kg    | 2ª         | 128 kg    | 2ª         | 232 kg | Argento    |

### Surf
Maschile
| Atleta              | Evento | Batteria 1  | Batteria 2   | Batteria 3                      | Quarti di finale | Semifinali      | Finale          | Classifica      |
| ------------------- | ------ | ----------- | ------------ | ------------------------------- | ---------------- | --------------- | --------------- | --------------- |
| Leonardo Fioravanti | Surf   | 9.43 (3º R) | 12.53 (1º Q) | L. Mesinas (PER) P (8.86-10.77) | non qualificato  | non qualificato | non qualificato | non qualificato |

### Taekwondo
Maschile
| Atleta           | Evento | Ottavi                             | Quarti                          | Semifinale                  | Ripescaggio Turno 1  | Ripescaggio Turno 2  | Finale                        | Classifica      |
| Atleta           | Evento | Avversario Risultato               | Avversario Risultato            | Avversario Risultato        | Avversario Risultato | Avversario Risultato | Avversario Risultato          | Classifica      |
| ---------------- | ------ | ---------------------------------- | ------------------------------- | --------------------------- | -------------------- | -------------------- | ----------------------------- | --------------- |
| Vito Dell'Aquila | −58 kg | O. Salim (HUN) V (26-13)           | R. Sawekwiharee (THA) V (37-17) | L.L. Guzmán (ARG) V (29-10) | Bye                  | Bye                  | M.K. Jendoubi (TUN) V (16-12) | Oro             |
| Simone Alessio   | −80 kg | Í.M. Martins Soares (BRA) V (22-3) | S. Eissa (EGY) P (5-6)          | non qualificato             | non qualificato      | non qualificato      | non qualificato               | non qualificato |

### Tennis
Il 3 luglio Jannik Sinner ha deciso di non partecipare alle Olimpiadi. Al suo posto Lorenzo Musetti. Il 15 luglio Martina Trevisan qualificata per le Olimpiadi rinuncia per infortunio. Il 18 luglio Matteo Berrettini rinuncia per infortunio.
Maschile
| Atleta                         | Evento  | 32-esimi         | 32-esimi          | 16-esimi                              | 16-esimi          | Ottavi di finale           | Ottavi di finale   | Quarti di finale | Quarti di finale | Semifinali      | Semifinali      | Finale          | Finale          | Classifica      |
| Atleta                         | Evento  | Avver.           | Punt.             | Avver.                                | Punt.             | Avver.                     | Punt.              | Avver.           | Punt.            | Avver.          | Punt.           | Avver.          | Punt.           | Classifica      |
| ------------------------------ | ------- | ---------------- | ----------------- | ------------------------------------- | ----------------- | -------------------------- | ------------------ | ---------------- | ---------------- | --------------- | --------------- | --------------- | --------------- | --------------- |
| Fabio Fognini                  | Singolo | Y. Sugita (JPN)  | V (6-4, 6-3)      | J. Herasimaŭ (BLR)                    | V (6-4, 7-6)      | D. Medvedev (ROC)          | P (2-6, 6-3, 2-6)  | non qualificato  | non qualificato  | non qualificato | non qualificato | non qualificato | non qualificato | non qualificato |
| Lorenzo Musetti                | Singolo | J. Millman (AUS) | P (3-6, 4-6)      | non qualificato                       | non qualificato   | non qualificato            | non qualificato    | non qualificato  | non qualificato  | non qualificato | non qualificato | non qualificato | non qualificato | non qualificato |
| Lorenzo Sonego                 | Singolo | T. Daniel (JPN)  | V (4–6, 7–6, 7-6) | N. Basilašvili (GEO)                  | P (4-6, 6-3, 4-6) | non qualificato            | non qualificato    | non qualificato  | non qualificato  | non qualificato | non qualificato | non qualificato | non qualificato | non qualificato |
| Lorenzo Musetti Lorenzo Sonego | Doppio  | N.D.             | N.D.              | P. Andújar - R. Carballés Baena (ESP) | V (7-5, 6-4)      | N. Mektić - M. Pavić (CRO) | P (5-7, 7-6, 7-10) | non qualificati  | non qualificati  | non qualificati | non qualificati | non qualificati | non qualificati | non qualificati |

Femminile
| Atleta                      | Evento  | 32-esimi               | 32-esimi     | 16-esimi                     | 16-esimi           | Ottavi di finale              | Ottavi di finale | Quarti di finale   | Quarti di finale | Semifinali      | Semifinali      | Finale          | Finale          | Classifica      |
| Atleta                      | Evento  | Avver.                 | Punt.        | Avver.                       | Punt.              | Avver.                        | Punt.            | Avver.             | Punt.            | Avver.          | Punt.           | Avver.          | Punt.           | Classifica      |
| --------------------------- | ------- | ---------------------- | ------------ | ---------------------------- | ------------------ | ----------------------------- | ---------------- | ------------------ | ---------------- | --------------- | --------------- | --------------- | --------------- | --------------- |
| Sara Errani                 | Singolo | A. Pavljučenkova (ROC) | P (0-6, 1-6) | non qualificata              | non qualificata    | non qualificata               | non qualificata  | non qualificata    | non qualificata  | non qualificata | non qualificata | non qualificata | non qualificata | non qualificata |
| Camila Giorgi               | Singolo | J. Brady (USA)         | V (6-3, 6-2) | E. Vesnina (ROC)             | V (6-3, 6-1)       | K. Plíšková (CZE)             | V (6-4, 6-2)     | E. Svitolina (UKR) | P (4-6, 4-6)     | non qualificata | non qualificata | non qualificata | non qualificata | non qualificata |
| Jasmine Paolini             | Singolo | P. Kvitová (CZE)       | P (4-6, 3-6) | non qualificata              | non qualificata    | non qualificata               | non qualificata  | non qualificata    | non qualificata  | non qualificata | non qualificata | non qualificata | non qualificata | non qualificata |
| Sara Errani Jasmine Paolini | Doppio  | N.D.                   | N.D.         | N. Melichar - A. Riske (USA) | V (6-3, 5-7, 10-2) | L. Kičenok - N. Kičenok (UKR) | P (6-7, 2-6)     | non qualificate    | non qualificate  | non qualificate | non qualificate | non qualificate | non qualificate | non qualificate |

### Tennistavolo
Femminile
| Atleta           | Evento  | 64-esimi       | 64-esimi | 32-esimi        | 32-esimi        | 16-esimi        | 16-esimi        | Ottavi di finale | Ottavi di finale | Quarti di finale | Quarti di finale | Semifinali      | Semifinali      | Finale          | Finale          | Classifica      |
| Atleta           | Evento  | Avver.         | Punt.    | Avver.          | Punt.           | Avver.          | Punt.           | Avver.           | Punt.            | Avver.           | Punt.            | Avver.          | Punt.           | Avver.          | Punt.           | Classifica      |
| ---------------- | ------- | -------------- | -------- | --------------- | --------------- | --------------- | --------------- | ---------------- | ---------------- | ---------------- | ---------------- | --------------- | --------------- | --------------- | --------------- | --------------- |
| Debora Vivarelli | Singolo | J.F. Lay (AUS) | P (1-4)  | non qualificata | non qualificata | non qualificata | non qualificata | non qualificata  | non qualificata  | non qualificata  | non qualificata  | non qualificata | non qualificata | non qualificata | non qualificata | non qualificata |

### Tiro a segno/volo
Maschile
| Atleta            | Evento                      | Qualificazione | Qualificazione | Finale          | Finale          |
| Atleta            | Evento                      | Punteggio      | Classifica     | Punteggio       | Classifica      |
| ----------------- | --------------------------- | -------------- | -------------- | --------------- | --------------- |
| Lorenzo Bacci     | Carabina 3 posizioni        | 1159           | 30º            | non qualificato | non qualificato |
| Marco De Nicolo   | Carabina 3 posizioni        | 1168           | 19º            | non qualificato | non qualificato |
| Lorenzo Bacci     | Carabina 10m aria compressa | 622,2          | 34º            | non qualificato | non qualificato |
| Marco Suppini     | Carabina 10m aria compressa | 622,1          | 35º            | non qualificato | non qualificato |
| Tommaso Chelli    | Pistola 25m automatica      | 577-16x        | 14º            | non qualificato | non qualificato |
| Riccardo Mazzetti | Pistola 25m automatica      | 572-16x        | 16º            | non qualificato | non qualificato |
| Paolo Monna       | Pistola 10m aria compressa  | 570-23x        | 26º            | non qualificato | non qualificato |
| Mauro De Filippis | Trap                        | 122+1          | 10º            | non qualificato | non qualificato |
| Tammaro Cassandro | Skeet                       | 124            | 2º Q           | 16              | 6º              |
| Gabriele Rossetti | Skeet                       | 121            | 10º            | non qualificato | non qualificato |

Femminile
| Atleta           | Evento                   | Qualificazione | Qualificazione | Finale          | Finale          |
| Atleta           | Evento                   | Punteggio      | Classifica     | Punteggio       | Classifica      |
| ---------------- | ------------------------ | -------------- | -------------- | --------------- | --------------- |
| Sofia Ceccarello | Carabina 10m aria compr. | 627,3          | 10ª            | non qualificata | non qualificata |
| Sofia Ceccarello | Carabina 50m 3 posizioni | 1163           | 21ª            | non qualificata | non qualificata |
| Jessica Rossi    | Trap                     | 119            | 8ª             | non qualificata | non qualificata |
| Silvana Stanco   | Trap                     | 121+3          | 3ª Q           | 22              | 5ª              |
| Diana Bacosi     | Skeet                    | 123            | 2ª Q           | 55              | Argento         |
| Chiara Cainero   | Skeet                    | 114            | 20ª            | non qualificata | non qualificata |

Misti
| Atleta                          | Evento                                | Qualificazione | Qualificazione | Finale          | Finale          |
| Atleta                          | Evento                                | Punteggio      | Classifica     | Punteggio       | Classifica      |
| ------------------------------- | ------------------------------------- | -------------- | -------------- | --------------- | --------------- |
| Mauro De Filippis Jessica Rossi | Trap a squadre                        | 141            | 12º            | non qualificati | non qualificati |
| Marco Suppini Sofia Ceccarello  | Carabina 10m aria compressa a squadre | 620,6          | 24º            | non qualificati | non qualificati |

### Tiro con l'arco
Maschile
| Atleta        | Evento      | Round di qualificazione | Round di qualificazione | 32-esimi                  | 16-esimi                  | Ottavi                     | Quarti                    | Semifinali                | Finale/ Finale per il bronzo | Pos.    |
| Atleta        | Evento      | Punteggio               | Seed                    | Avversario Seed Punteggio | Avversario Seed Punteggio | Avversario Seed Punteggio  | Avversario Seed Punteggio | Avversario Seed Punteggio | Avversario Seed Punteggio    | Pos.    |
| ------------- | ----------- | ----------------------- | ----------------------- | ------------------------- | ------------------------- | -------------------------- | ------------------------- | ------------------------- | ---------------------------- | ------- |
| Mauro Nespoli | Individuale | 658                     | 24º                     | Ž. Ravnikar (SLO) V (6-0) | D. Gankin (KAZ) V (6-2)   | M. D'Almeida (BRA) V (6-0) | F. Unruh (GER) V (6-4)    | Tang C.-c. (TPE) V (6-2)  | M. Gazoz (TUR) P (4-6)       | Argento |

Femminile
| Atleta                                           | Evento      | Round di qualificazione | Round di qualificazione | 32-esimi                   | 16-esimi                    | Ottavi                    | Quarti                    | Semifinali                | Finale/ Finale per il bronzo | Pos.            |
| Atleta                                           | Evento      | Punteggio               | Seed                    | Avversario Seed Punteggio  | Avversario Seed Punteggio   | Avversario Seed Punteggio | Avversario Seed Punteggio | Avversario Seed Punteggio | Avversario Seed Punteggio    | Pos.            |
| ------------------------------------------------ | ----------- | ----------------------- | ----------------------- | -------------------------- | --------------------------- | ------------------------- | ------------------------- | ------------------------- | ---------------------------- | --------------- |
| Tatiana Andreoli                                 | Individuale | 627                     | 52ª                     | L. Barbelin (FRA) P (2-6)  | non qualificata             | non qualificata           | non qualificata           | non qualificata           | non qualificata              | non qualificata |
| Lucilla Boari                                    | Individuale | 651                     | 23ª                     | S. Zyzańska (POL) V (6-0)  | C. Rebagliati (ITA) V (6-4) | H. Marusava (BLR) V (6-5) | Wu J. (CHN) V (6-2)       | E. Osipova (ROC) P (0-6)  | M. Brown (USA) V (7-1)       | Bronzo          |
| Chiara Rebagliati                                | Individuale | 658                     | 10ª                     | C. Bjerendal (SWE) V (6-2) | L. Boari (ITA) P (4-6)      | non qualificata           | non qualificata           | non qualificata           | non qualificata              | non qualificata |
| Tatiana Andreoli Lucilla Boari Chiara Rebagliati | Squadre     | 1936                    | 8ª                      | N.D.                       | N.D.                        | Gran Bretagna V (5-3)     | Corea del Sud P (0-6)     | non qualificate           | non qualificate              | non qualificate |

Misti
| Atleta                          | Evento        | Round di qualificazione | Round di qualificazione | 32-esimi                  | 16-esimi                  | Ottavi                    | Quarti                    | Semifinali                | Finale/ Finale per il bronzo | Pos.            |
| Atleta                          | Evento        | Punteggio               | Seed                    | Avversario Seed Punteggio | Avversario Seed Punteggio | Avversario Seed Punteggio | Avversario Seed Punteggio | Avversario Seed Punteggio | Avversario Seed Punteggio    | Pos.            |
| ------------------------------- | ------------- | ----------------------- | ----------------------- | ------------------------- | ------------------------- | ------------------------- | ------------------------- | ------------------------- | ---------------------------- | --------------- |
| Chiara Rebagliati Mauro Nespoli | Squadre miste | 1316                    | 11º                     | N.D.                      | N.D.                      | Paesi Bassi P (0-6)       | non qualificati           | non qualificati           | non qualificati              | non qualificati |

### Triathlon
Maschile
| Atleta            | Evento      | Nuoto  | Trans. 1 | Ciclismo | Trans. 2 | Corsa  | Totale   | Classifica |
| ----------------- | ----------- | ------ | -------- | -------- | -------- | ------ | -------- | ---------- |
| Gianluca Pozzatti | Individuale | 18'00" | 43"      | 56'24"   | 36"      | 33'31" | 1h49'14" | 37º        |
| Delian Stateff    | Individuale | 17'54" | 42"      | 56'31"   | 29"      | 34'24" | 1h50'00" | 39º        |

Femminile
| Atleta             | Evento      | Nuoto  | Trans. 1 | Ciclismo | Trans. 2 | Corsa  | Totale   | Classifica |
| ------------------ | ----------- | ------ | -------- | -------- | -------- | ------ | -------- | ---------- |
| Alice Betto        | Individuale | 19'14" | 42"      | 1h03'11" | 33"      | 34'42" | 1h58'22" | 7ª         |
| Angelica Olmo      | Individuale | 20'15" | 45"      | 1h05'59" | 36"      | r      | dnf      | –          |
| Verena Steinhauser | Individuale | 19'42" | 44"      | 1h04'52" | 33"      | 35'56" | 2h01'47" | 20ª        |

Misti
| Atleta                                                          | Evento        | Nuoto  | Trans. 1 | Ciclismo | Trans. 2 | Corsa  | Totale   | Classifica |
| --------------------------------------------------------------- | ------------- | ------ | -------- | -------- | -------- | ------ | -------- | ---------- |
| Alice Betto Gianluca Pozzatti Delian Stateff Verena Steinhauser | Squadre miste | 16'33" | 2'32"    | 40'46"   | 1'55"    | 24'38" | 1h26'23" | 8º         |

### Tuffi
Maschile
| Atleta                           | Evento                | Preliminari | Preliminari | Semifinale      | Semifinale      | Finale          | Finale          |
| Atleta                           | Evento                | Punti       | Classifica  | Punti           | Classifica      | Punti           | Classifica      |
| -------------------------------- | --------------------- | ----------- | ----------- | --------------- | --------------- | --------------- | --------------- |
| Lorenzo Marsaglia                | Trampolino 3 m        | 369,60      | 20º         | non qualificato | non qualificato | non qualificato | non qualificato |
| Lorenzo Marsaglia Giovanni Tocci | Trampolino 3 m sincro | N.D.        | N.D.        | N.D.            | N.D.            | 388,05          | 6º              |

Femminile
| Atleta                           | Evento                | Preliminari | Preliminari | Semifinale      | Semifinale      | Finale          | Finale          |
| Atleta                           | Evento                | Punti       | Classifica  | Punti           | Classifica      | Punti           | Classifica      |
| -------------------------------- | --------------------- | ----------- | ----------- | --------------- | --------------- | --------------- | --------------- |
| Noemi Batki                      | Piattaforma 10 m      | 226,95      | 27ª         | non qualificata | non qualificata | non qualificata | non qualificata |
| Sarah Jodoin Di Maria            | Piattaforma 10 m      | 291,05      | 15ª Q       | 294,00          | 14ª             | non qualificata | non qualificata |
| Elena Bertocchi Chiara Pellacani | Trampolino 3 m sincro | N.D.        | N.D.        | N.D.            | N.D.            | 267,48          | 7ª              |

### Vela
Maschile
| Atleta                         | Evento | Regata | Regata | Regata | Regata | Regata | Regata | Regata | Regata | Regata | Regata | Regata | Regata | Regata | Punteggio Totale | Punteggio Netto | Classifica |
| Atleta                         | Evento | 1      | 2      | 3      | 4      | 5      | 6      | 7      | 8      | 9      | 10     | 11     | 12     | M      | Punteggio Totale | Punteggio Netto | Classifica |
| ------------------------------ | ------ | ------ | ------ | ------ | ------ | ------ | ------ | ------ | ------ | ------ | ------ | ------ | ------ | ------ | ---------------- | --------------- | ---------- |
| Mattia Camboni                 | RS:X   | 4      | 2      | 4      | 8      | 2      | 2      | 8      | 13     | 4      | 8      | 3      | 9      | fp 22  | 89               | 76              | 5º         |
| Giulio Calabrò Giacomo Ferrari | 470    | 9      | 9      | 12     | 9      | 9      | 4      | 14     | 3      | 10     | 2      | N.D.   | N.D.   | 14     | 95               | 81              | 6º         |

Femminile
| Atleta                    | Evento       | Regata | Regata | Regata | Regata | Regata | Regata | Regata | Regata | Regata | Regata | Regata | Regata | Regata      | Punteggio Totale | Punteggio Netto | Classifica |
| Atleta                    | Evento       | 1      | 2      | 3      | 4      | 5      | 6      | 7      | 8      | 9      | 10     | 11     | 12     | M           | Punteggio Totale | Punteggio Netto | Classifica |
| ------------------------- | ------------ | ------ | ------ | ------ | ------ | ------ | ------ | ------ | ------ | ------ | ------ | ------ | ------ | ----------- | ---------------- | --------------- | ---------- |
| Marta Maggetti            | RS:X         | 6      | 3      | 3      | 13     | 6      | 7      | 5      | 6      | 3      | 5      | 6      | 8      | 8           | 79               | 66              | 4ª         |
| Silvia Zennaro            | Laser Radial | 13     | 20     | 2      | 6      | 17     | 11     | 3      | 10     | 9      | 13     | N.D.   | N.D.   | fp 22       | 126              | 106             | 7ª         |
| Elena Berta Bianca Caruso | 470          | 5      | 10     | 9      | 12     | 8      | 16     | 14     | 16     | 16     | 12     | N.D.   | N.D.   | non qualif. | 118              | 102             | 13ª        |

Misti
| Atleta                      | Evento   | Regata | Regata | Regata | Regata | Regata | Regata | Regata | Regata | Regata | Regata | Regata | Regata | Regata | Punteggio Totale | Punteggio Netto | Classifica |
| Atleta                      | Evento   | 1      | 2      | 3      | 4      | 5      | 6      | 7      | 8      | 9      | 10     | 11     | 12     | M      | Punteggio Totale | Punteggio Netto | Classifica |
| --------------------------- | -------- | ------ | ------ | ------ | ------ | ------ | ------ | ------ | ------ | ------ | ------ | ------ | ------ | ------ | ---------------- | --------------- | ---------- |
| Caterina Banti Ruggero Tita | Nacra 17 | 1      | 3      | 1      | 2      | 5      | 1      | 8      | 3      | 2      | 2      | 1      | 2      | 12     | 43               | 35              | Oro        |